# منتخب مصر لكرة القدم
منتخب مصر لكرة القدم المعروف باسم الفراعنة، هو المنتخب الوطني الذي يمثل جمهورية مصر العربية في رياضة كرة القدم، وذلك منذ أن لعب مباراته الأولى في 28 أغسطس 1920 ضد إيطاليا وهزم بنتيجة 2–1، وهو منتخب عضو في الاتحاد الدولي لكرة القدم دولياً والاتحاد الأفريقي لكرة القدم قارياً يشرف عليه الاتحاد المصري لكرة القدم الذي تأسس في 3 ديسمبر 1921 بعد استقلال مصر عن المملكة المتحدة في 28 فبراير 1922، في الفترة ما بين 1958 و1971 لعب المنتخب المصري تحت لواء الجمهورية العربية المتحدة وهو الاتحاد السابق بين دولتي مصر وسوريا.
الملعب التاريخي للمنتخب المصري هو استاد القاهرة الدولي، رغم أن المباريات تقام أحيانًا على ملعب برج العرب الذي يقع في الإسكندرية. المنتخب المصري هو أنجح فريق في كأس الأمم الأفريقية، حيث فاز بالبطولة سبع مرات بما في ذلك النسخة الافتتاحية في عام 1957. وتعتبر مصر أيضًا واحدة من أقوى الفرق في إفريقيا، كونها واحدة من ثلاثة فرق في القارة وصلت إلى أعلى 10 مراتب في تصنيف فيفا العالمي.
على الصعيد الدولي، شارك المنتخب المصري حتى الآن في ثلاث نسخ فقط من كأس العالم 1934، 1990، 2018. كان المنتخب المصري أول منتخب خارج الأمريكتين وأوروبا يشارك في كأس العالم. أشرف حسام البدري على العارضة التقنية للمنتخب المصري منذ 2019، صحبة مساعديه طارق مصطفى وأحمد أيوب.
تاريخيًا، يمتلك المنتخب المصري أطول سلسلة مباريات بدون هزيمة في أمم أفريقيا وصلت 24 مباراة هذه السلسلة تضعه أول منتخب أفريقي يصل لهذا الرقم بجانب حصد البطولة 7 مرات و 3 مرات متتالية حتى انتهت بهزيمة أمام منتخب الكاميرون في نهائي كأس أمم أفريقيا 2017.

## التاريخ

### البدايات (1920–1934)

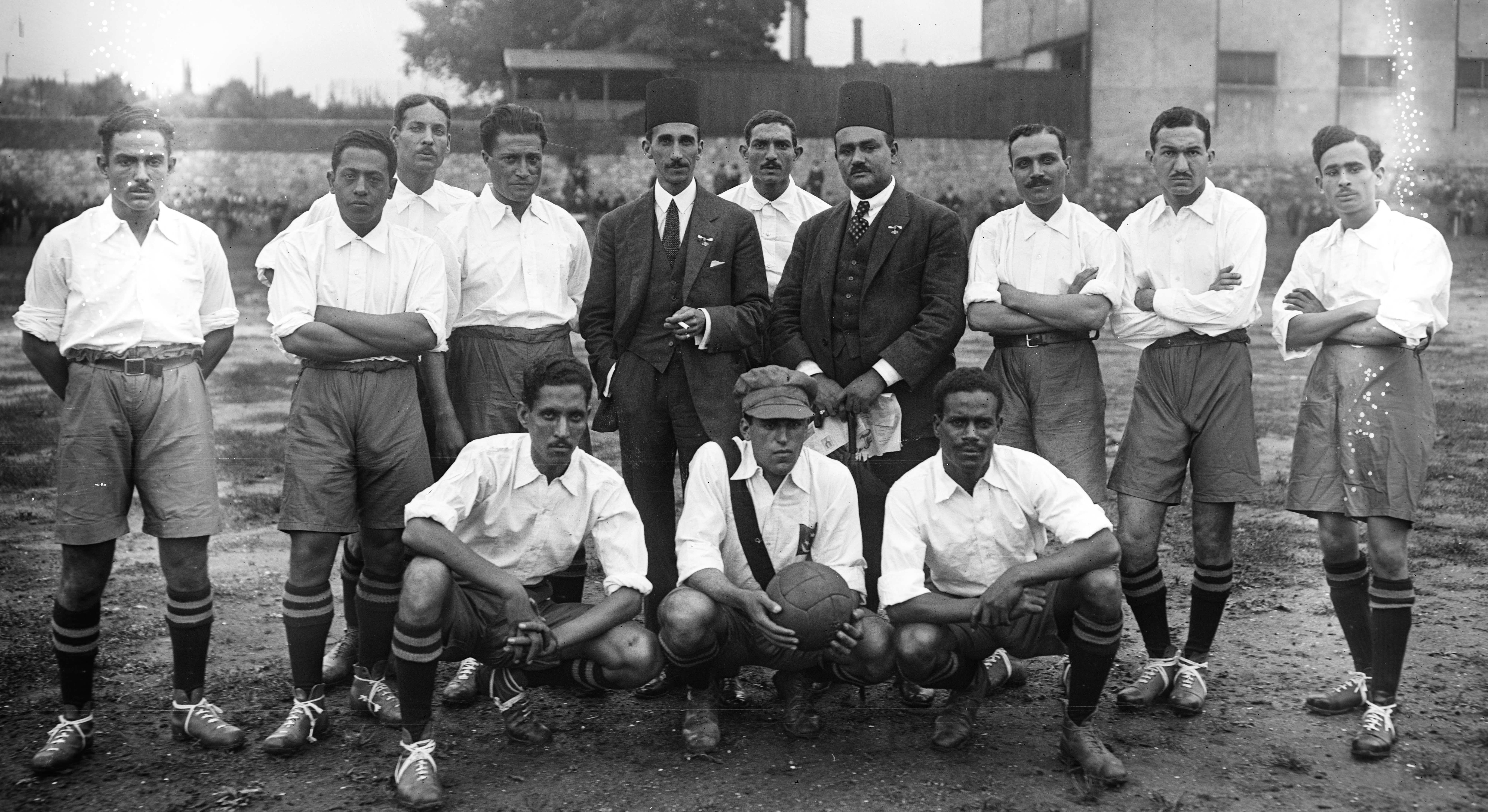
منتخب مصر عام 1920

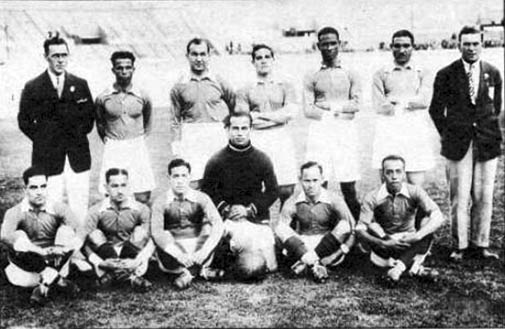
منتخب مصر في الألعاب الأولمبية الصيفية 1928

تم تشكيل المنتخب الوطني الأول لمصر قبل الألعاب الأولمبية الصيفية 1920 التي عقدت في بلجيكا. ظهرت لأول مرة في غنت في 28 أغسطس 1920 وهزم بنتيجة 2–1 أمام إيطاليا في جولة التصفيات. كان أول منتخب وطني أفريقي يخوض نهائيات كأس العالم. تعود مشاركته الأولى إلى كأس العالم 1934 التي عقدت في إيطاليا، حيث وصل المصريون بسهولة وفازوا على فلسطين الانتدابية في التصفيات 7–1 ذهابا و4–1 إيابا.
في أول ظهور لهم في نهائيات كأس العالم، في 27 مايو 1934 هزم المصريون أمام المجر صاحبة السمعة الكروية المدوية آنذاك بنتيجة 4–2. المصري عبد الرحمن فوزي هو صاحب أول ثنائية أفريقية في كأس العالم.

### الخمسينات

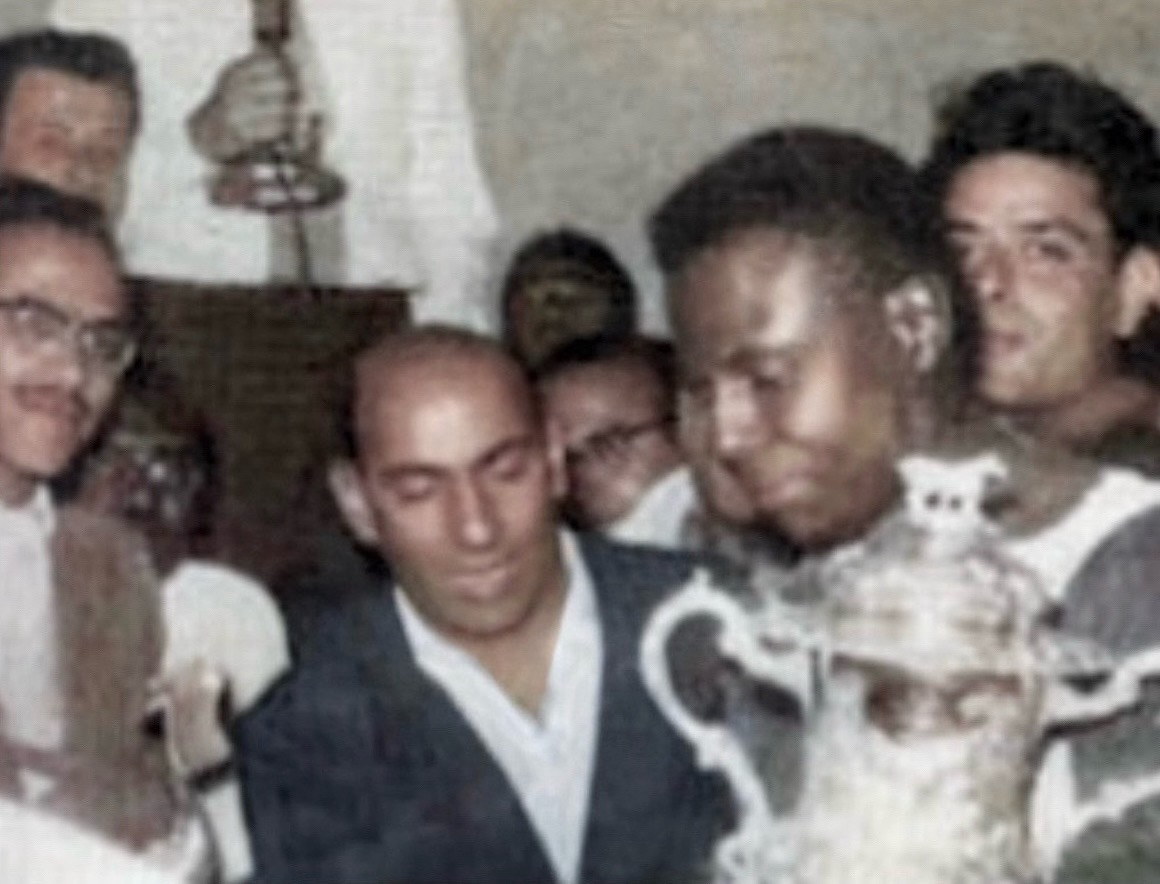
حنفي بسطان قائد المنتخب الوطني المصري حاملا أول كأس للأمم الأفريقية عام 1957

في عام 1957 كان الاتحاد المصري لكرة القدم أحد الأعضاء المؤسسين صلب الاتحاد الأفريقي لكرة القدم. وفي نفس العام أقيمت النسخة الأولى من كأس الأمم الأفريقية والتي شاركت فيها أربعة منتخبات فقط. وواجهت مصر البلد المضيف السودان في النصف النهائي وفازت 2–1 بهدفين من رأفت عطية ومحمد دياب العطار. وانتهت المباراة النهائية ضد إثيوبيا بفوز مصر 4–0، برباعية عن طريق محمد دياب العطار الذي أصبح هداف البطولة بخمسة أهداف. عُرِف المنتخب المصري باسم منتخب الجمهورية العربية المتحدة لكرة القدم عندما انضمت مصر وسوريا لتشكيل الجمهورية العربية المتحدة من 1958 إلى 1961 وما بعده، حتى عام 1970.

شعار منتخب مصر من 1958 إلى 1971

في كأس الأمم الأفريقية 1959، تأكدت مصر، المعروفة باسم الجمهورية العربية المتحدة كبطلة في النسخة التي أقيمت على أراضيها. فقط إثيوبيا والسودان والجمهورية العربية المتحدة شاركوا في البطولة، وهي نفس المنتخبات الوطنية الثلاثة التي شاركت في البطولة قبل عامين. وفاز الاتحاد الأفريقي بالمجموعة الإيطالية بفوزه على إثيوبيا 4–0 والسودان 2–1.

### الستينات
شاركت أربعة منتخبات في كأس الأمم الأفريقية 1962 في إثيوبيا. واجهت مصر أوغندا في النصف النهائي وفازت 2–1. في النهائي خسروا 4–2 بعد الوقت الإضافي أمام إثيوبيا. في كأس الأمم الأفريقية 1963 في غانا، فازت مصر على نيجيريا 6–3 وتعادلت 2–2 مع السودان. احتلت مصر المركز الثاني في المجموعة خلف السودان بسبب فارق الأهداف السلبي منع وصول مصر إلى النهائي وتواجهت ضد إثيوبيا على المركز الثالث. فازت مصر 3–0 واحتلت المركز الثالث في البطولة.
تأهلت مصر إلى كأس الأمم الأفريقية 1965، لكنها انسحبت بسبب العلاقات الدبلوماسية السيئة مع تونس الدولة المنظمة للبطولة. كما انسحب من كأس الأمم الأفريقية 1968 بسبب العلاقات السيئة مع الدولة المنظمة إثيوبيا.

### السبعينات
في كأس الأمم الأفريقية 1970 عادت البطولة إلى السودان. فازت الجمهورية العربية المتحدة على غينيا 4–1 ثنائية من علي أبو جريشة، هدف حسن الشاذلي وطه بصري، وتعادلت 1–1 مع غانا بهدف سيد عبد الرازق بازوكا وفازت 1–0 على الكونغو كينشاسا بهدف علي أبو جريشة. بفضل المركز الأول في المجموعة، تأهلت الجمهورية العربية المتحدة للدور التالي، حيث واجهوا السودان الذي انتصر بنتيجة 2–1 سجل حسن الشاذلي هدف التعادل المصري الذي قاد المباراة إلى الوقت الإضافي، حيث سجل السودانيين مرة أخرى. وجاءت مصر في المركز الثالث بفوزها على ساحل العاج 3–1 في في مباراة المركز الثالث. فشلت مصر في التأهل لبطولة كأس الأمم الأفريقية 1972، حيث أقصت ليبيا في الدور التأهيلي الأول بفوزين 2–1 و1–0، لكنها هزمت على يد المغرب في الدور الثاني. في مباراة الذهاب خسروا 3–0 في المغرب وفي مباراة الإياب فازوا 3–2 على أرضهم.

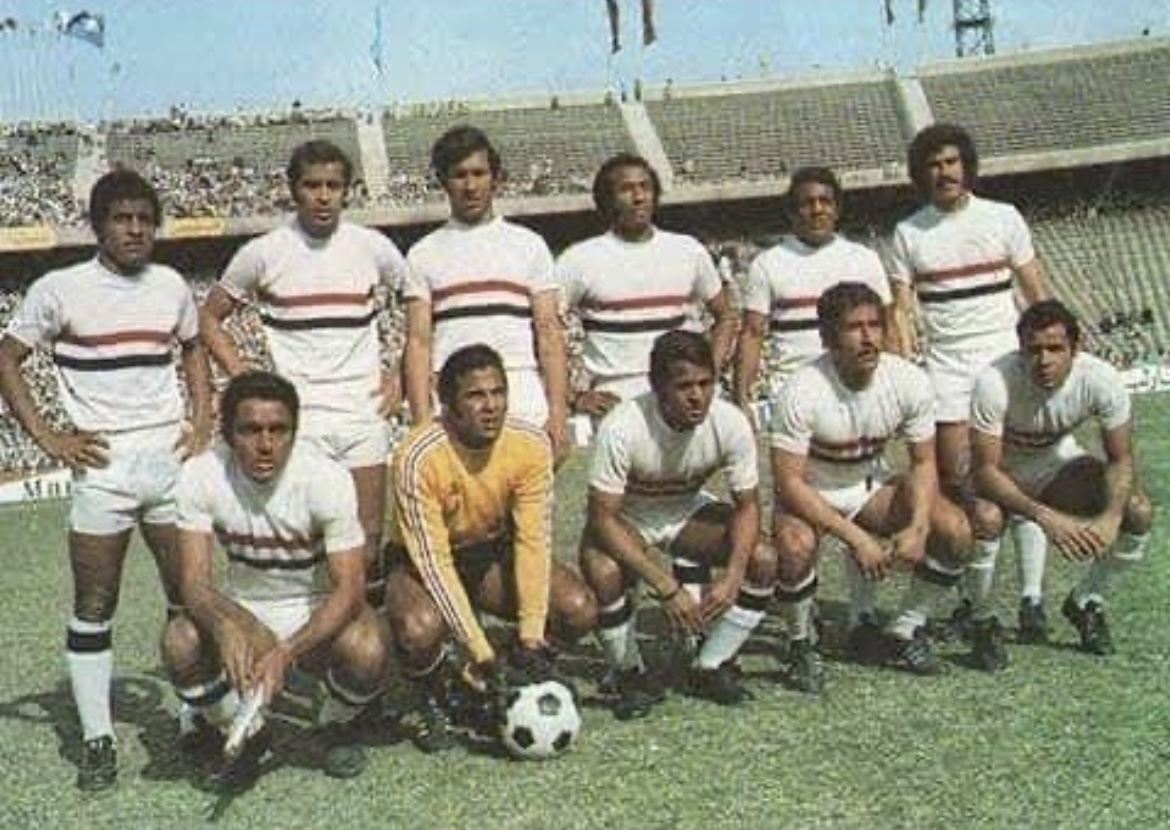
تشكيلة المنتخب الوطني المصري في كأس الأمم الأفريقية عام 1974

نظمت مصر كأس الأمم الأفريقية 1974. تصدرت المجموعة بثلاثة انتصارات على أوغندا 2–1، زامبيا 3–1 وساحل العاج 2–0، وخسرت في نصف النهائي ضد زائير 3–2 واحتل المركز الثالث بفوزه على الكونغو 4–0 في مباراة المركز الثالث. في كأس الأمم الأفريقية 1976 في إثيوبيا، تعادلت مصر 1–1 مع غينيا، هزمت أوغندا 2–1 وتعادلت 1–1 مع إثيوبيا. وبفضل المركز الثاني في مجموعتها في الدور الأول، تأهلت مصر إلى الدور النهائي، حيث خسرت أمام المغرب 2–1، غينيا 4–2 ونيجيريا 3–2، وبذلك احتلت المركز الرابع في البطولة.

### الثمانينات
انتهت مصر كأس الأمم الأفريقية 1980 في نيجيريا في المركز الرابع. فاز الفراعنة في مباراتهم الأولى على ساحل العاج 2–1 وتنزانيا 2–1، ثم خسروا أمام نيجيريا 1–0. وفي نصف النهائي هزموا أمام الجزائر تعادل 2–2 بعد وقت إضافي وانتهت بنتيجة 4–2 في ركلات الترجيح. وفي مباراة المركز الثالث، خسرت مصر 2–0 أمام المغرب. انسحبت مصر قبل المباراة ضد تونس خلال تصفيات كأس الأمم الأفريقية 1982 بعد إقصاء كينيا في الدور الأول، عادت مصر إلى كأس الأمم الأفريقية في نسخة 1984. فازت مصر على الكاميرون 1–0 وساحل العاج 2–1 وتعادل مع توغو 0–0. انتهت مباراة النصف النهائي ضد نيجيريا 2–2 بعد 120 دقيقة من اللعب، بركلات الترجيح فاز النيجيريون 8–7. وانتهت مصر البطولة في المركز الرابع بخسارتها في امباراة المركز الثالث أمام الجزائر 3–1.
استضافت مصر كأس الأمم الأفريقية 1986. بعد هزيمتهم الأولى أمام السنغال 1–0، فاز المصريون على ساحل العاج وموزمبيق بنفس النتيجة 2–0 واحتلوا المركز الأول في المجموعة الأولى. في النصف النهائي تغلبوا على المغرب 1–0 وتأهلوا للمباراة النهائية الأولى منذ نسخة 1962. أمام الكاميرون ، تعادلت مصر 0–0 بعد 120 دقيقة ذهبت المباراة لركلات الترجيح وفازت مصر 5–4 وحققت كأس الأمم الأفريقية للمرة الثالثة في تاريخها. في كأس الأمم الأفريقية 1988 انتقمت الكاميرون جزئياً من هزيمتها قبل ذلك بعامين بفوزها على مصر 1–0 بهدف من روجيه ميلا. لم يكن الفوز 3–0 على كينيا والتعادل السلبي ضد نيجيريا كاف لتجاوز مصر المرحلة الأولى. في الواقع، احتل الفراعنة المركز الثالث في مجموعتهم. في 1988 أصبح محمود الجوهري مدربا للمنتخب المصري.

### التسعينات
بعد ستة وخمسين عامًا من مشاركته الأولى في نهائيات كأس العالم، تأهلت مصر بقيادة محمود الجوهري إلى كأس العالم 1990 في إيطاليا، حيث أُطيح بالدور الأول، لكنه حصل على نتائج مشرفة، تعادي 1–1 مع هولندا و0–0 مع أيرلندا، قبل أن يخسر في المباراة الأخيرة 1–0 أمام إنجلترا. في كأس الأمم الأفريقية 1990، خاب أمل مصر، حيث خسرت أمام ساحل العاج 3–1 ونيجيريا 1–0 والجزائر 2–0 وخرجت من الدور الأول. في كأس الأمم الأفريقية 1992، إزدادت الأمور تعقيدا خسر المصريون 1–0 أمام زامبيا وغانا، وفشلوا في التأهل إلى المرحلة التالية. في كأس الأمم الأفريقية 1994 في تونس، انتصرت مصر على الغابون 4–0 أهداف من أقدام أيمن منصور، حمزة الجمل وهدفين من بشير عبد الصمد وتعادلت بدون أهداف ضد نيجيريا، وبذلك احتلت المركز الأول في مجموعتها بفارق الأهداف. على الملعب الأولمبي بالمنزه ضد مالي في الربع النهائي، هزمت مصر 1–0 وغادرت البطولة. في كأس الأمم الأفريقية 1996، انتصرت مصر على أنغولا 2–1 بفضل ثنائية أحمد الكاس، وخسرت 2–1 أمام الكاميرون وتغلبت على جنوب أفريقيا 1–0 هدف من الكاس. تأهلت مصر في المرتبة الثانية من المجموعة. في الربع النهائي خسرت مصر أمام زامبيا 3–1.
في عام 1997، عاد المدرب محمود الجوهري إلى تدريب المنتخب. في كأس الأمم الأفريقية 1998، حققت مصر البطولة مرة أخرى. في الدور الأول انتصر على موزمبيق 2–0 بهدفين من حسام حسن، وفاز على زامبيا 4–0 ثلاثية من حسام حسن وهدف ياسر رضوان وخسر 1–0 أمام المغرب بهدف مصطفى حاجي في الدقيقة 90، تأهلت مصر في المركز الثاني في مجموعتهم. وفي الربع النهائي، تغلب على ساحل العاج 5–4 بركلات الترجيح بعد التعادل 0–0 وفي النصف النهائي قضت على أصحاب الأرض بوركينا فاسو 2–0 بهدفين من حسام حسن. في المباراة النهائية، انتصر المنتخب المصري بفوزه على جنوب أفريقيا حاملة اللقب 2–0 بهدفي أحمد حسن وطارق مصطفى وإحراز كأس الأمم الأفريقية للمرة الرابعة. ظهرت مصر لأول مرة في بطولة كأس القارات في نسخة 1999. وخرجت من الدور الأول بعد تعادلين 2–2 مع بوليفيا و2–2 مع المكسيك وهزيمة واحدة 5–1 مع السعودية.

### سنوات 2000
في كأس الأمم الأفريقية 2000، اجتازت مصر المرحلة الأولى بثلاثة انتصارات في ثلاث مباريات 2–0 ضد زامبيا، 1–0 ضد السنغال و4–2 ضد بوركينا فاسو. وفي ربع النهائي جاء الإقصاء على يد تونس 1–0. أيضا في كأس الأمم الأفريقية 2002 توقف طريق المصريين في البطولة القارية في الربع النهائي. مر الفراعنة بالمرحلة الأولى بهزيمة 1–0 ضد السنغال وانتصارين 1–0 على تونس و2–1 على زامبيا، قبل الهزيمة 1–0 على يد الكاميرون. في كأس الأمم الأفريقية 2004 في تونس، خرجت مصر من دور المجموعات بسبب فارق الأهداف السلبي مقارنة بأهداف الجزائر. وفاز المصريون على زيمبابوي 2–1 وخسروا أمام الجزائر 2–1 وتعادلوا 0–0 مع الكاميرون. فشل المصريون في التأهل لبطولة كأس العالم 2006 بسبب احتلالهم المركز الثالث في مجموعة المرحلة الثانية خمس نقاط من ساحل العاج المتصدر، وفاز المصريون بلقبهم القاري الخامس في كأس الأمم الأفريقية 2006 التي أقيمت على أرضهم. افتتحت مصر البطولة بفوزها الواضح على ليبيا 3–0، ثم تعادل بدون أهداف ضد المغرب وفاز 3–1 على ساحل العاج. في الربع النهائي انتصر على جمهورية الكونغو الديمقراطية 4–1 وفي النصف النهائي انتصر على السنغال 2–1، وتأهل للنهائي ضد ساحل العاج بعد 120 دقيقة كانت النتيجة لا تزال متعادلة 0–0 فازت مصر بركلات الترجيح 4–2، وفازت بلقب كأس الأمم الأفريقية للمرة الخامسة.

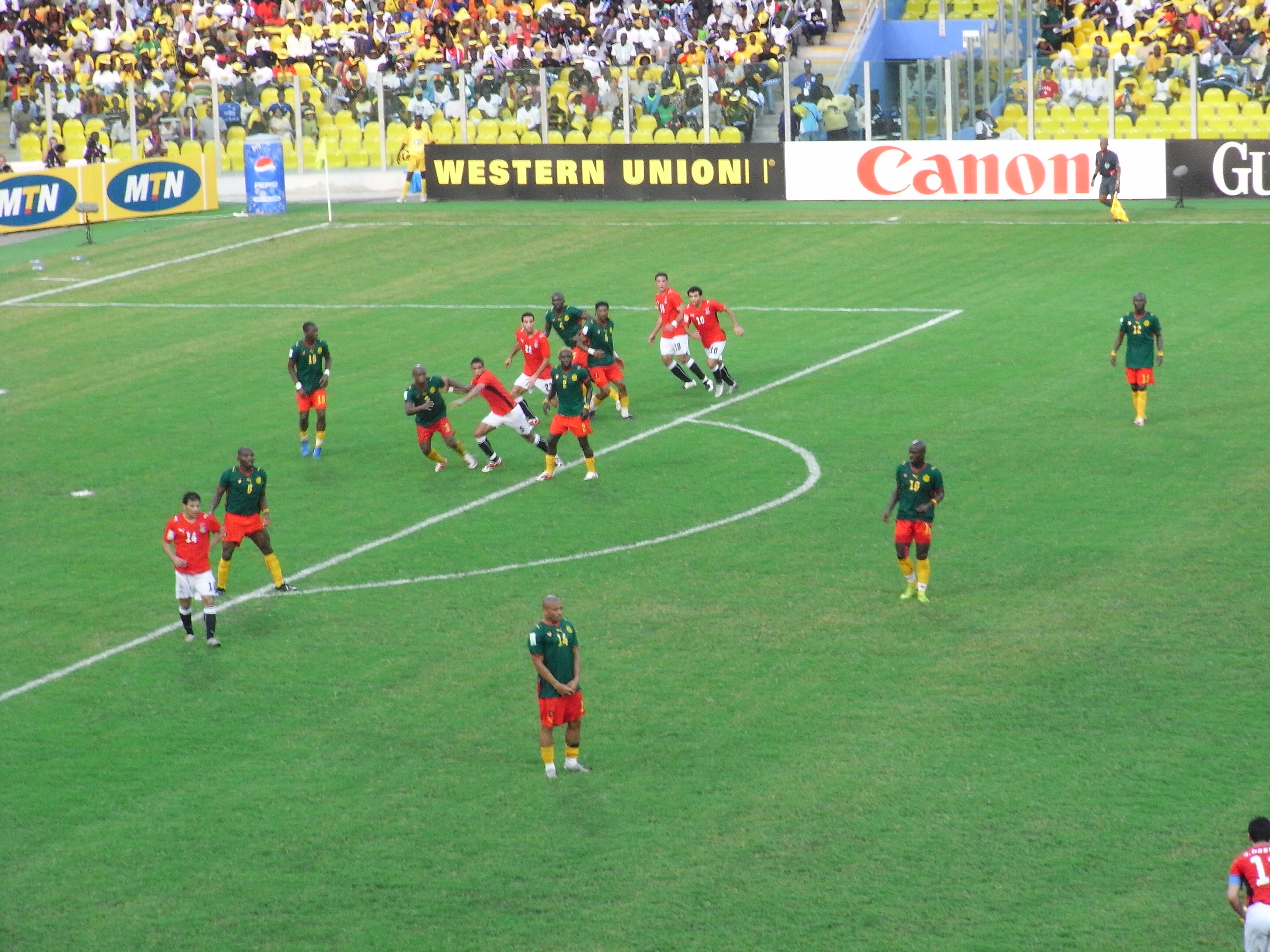
مصر والكاميرون في نهائي كأس الأمم الأفريقية 2008.

كما نجح المصريون في الانتصار في كأس الأمم الأفريقية 2008. بعد فوزهم بالمجموعة بفوزين وتعادل في ثلاث مباريات 4–2 ضد الكاميرون، 3–0 على السودان و1–1 ضد زامبيا، فازت مصر على أنغولا في الربع النهائي 2–1 وساحل العاج في النصف النهائي 4–1. كان هدف محمد أبو تريكة هو الذي حسم المباراة النهائية ضد الكاميرون.
في كأس القارات 2009 في جنوب إفريقيا، حطمت مصر الرقم القياسي للأهداف التي سجلها فريق أفريقي ضد البرازيل، في المباراة الأولى بالبطولة، خسرت 4–3 في الثواني الأخيرة بسبب ركلة جزاء احتسبت للمنتخب البرازيلي. وفي المباراة الثانية، تغلبت مصر على حاملة لقب كأس العالم إيطاليا 1–0، لكن في المباراة الثالثة، بسبب الخسارة 3–0 أمام الولايات المتحدة، تم إقصائها. في تصفيات كأس العالم 2010، جاءت مصر أولاً على قدم المساواة مع الجزائر في المجموعة ج. ثم فازت الجزائر على الفراعنة 1–0 في المباراة الفاصلة للتأهل لبطولة كأس العالم، التي أجريت في 18 نوفمبر 2009 في أم درمان، السودان لأسباب أمنية بعد الاشتباكات العنيفة بين الجماهير في المباراة الأخيرة للمجموعة التي شهدت مشاركة منتخبي شمال إفريقيا على أرض الملعب والتي كان عليها تحديد أي من الفريقين كان سيخرج من التصفيات. انهى الفريقان بنقاط متساوية وبنفس فارق الأهداف في المجموعة، لذلك كان من الضروري إقامة مباراة فاصلة، وفي نهايتها تأهلت الجزائر لكأس العالم بعد 24 عامًا من ظهورها الأخير عام 1986 في المكسيك.

### سنوات 2010
وثأر المنتخب المصري للهزيمة وفي 31 يناير 2010 عندما تمكن من الفوز بلقب كأس الأمم الأفريقية 2010. سيطرت مصر على المجموعة بثلاثة انتصارات على نيجيريا 3–1، موزمبيق 2–0 وبنين 2–0، وانتصرت مصر على الكاميرون في الربع النهائي 3–1 بعد الوقت الإضافي وفي نصف النهائي سحقت الجزائر 4–0. وفي المباراة النهائية التي أقيمت في لواندا، أنغولا، تغلب على غانا 1–0 بفضل هدف محمد ناجي جدو في الدقيقة 85 بتمريرة من محمد زيدان. جدو نفسه أصبح هداف البطولة برصيد 5 أهداف. وهكذا أنهت النسخة السابعة والعشرون من كأس الأمم الأفريقية بإنجاز مصري التي فازت بثلاثة ألقاب متتالية رقم قياسي لترتفع الكؤوس إلى 7 رقم قياسي آخر.
فشلت مصر في التأهل إلى كأس الأمم الأفريقية 2012. في 15 سبتمبر 2011، بعد أيام قليلة من الإخفاق، تم تعيين الأمريكي بوب برادلي مدربا والذي فشل في التأهل لبطولة كأس الأمم الأفريقية 2013 وكذلك الفشل في تصفيات كأس العالم 2014 بخسارة المواجهة المزدوجة من المرحلة الثالثة في التصفيات مع غانا. في نوفمبر 2013، لم يتم تجديد العلاقة مع برادلي. في 28 نوفمبر، تم تعيين شوقي غريب في خطة مدرب، الذي فشل هو الآخر في التأهل لبطولة كأس الأمم الأفريقية 2015. في مباريات المجموعة مع تونس، السنغال وبوتسوانا، واحتل المركز الثالث في ترتيب المجموعات. في 2 مارس 2015، تولى الأرجنتيني هيكتور كوبر منصب مدرب المنتخب الوطني. بتوجيه من المدرب الأرجنتيني تأهلت مصر لبطولة كأس الأمم الأفريقية 2017. في النهائيات في الغابون، تصدرت مصر مجموعتها وتأهلت إلى الربع النهائي، حيث أطاحت بغريمها المغرب 1–0. في النصف النهائي انتصار على بوركينا فاسو بركلات الترجيح بعد الوقت الإضافي الذي انتهى بنتيجة 1–1. وفي النهائي خسر أمام الكاميرون 2–1. أصبح الحارس المصري عصام الحضري في سن 44، أكبر لاعب كرة قدم خاض مباراة في كأس الأمم الأفريقية.

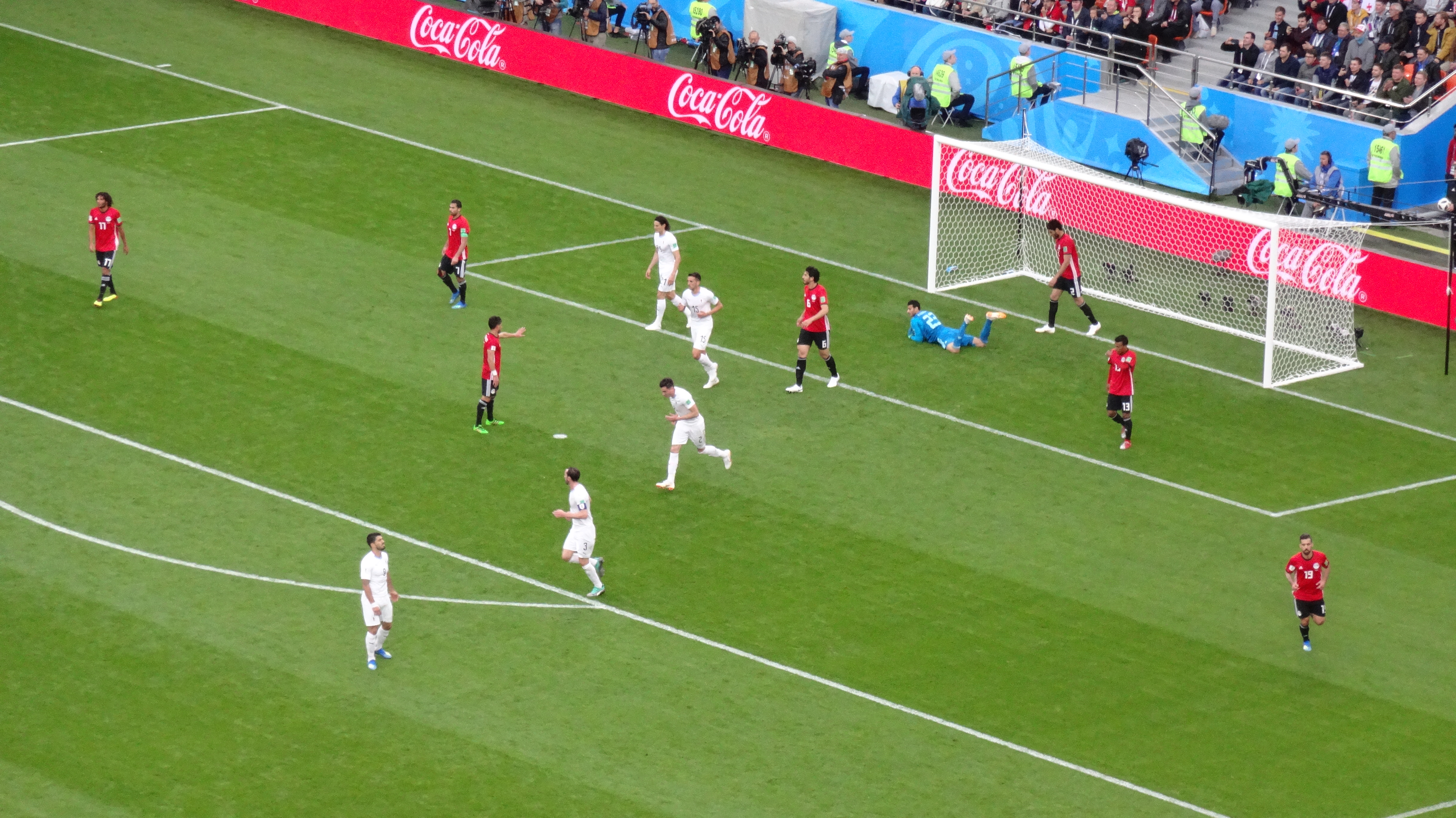
مباراة مصر والأوروغواي في كأس العالم 2018.

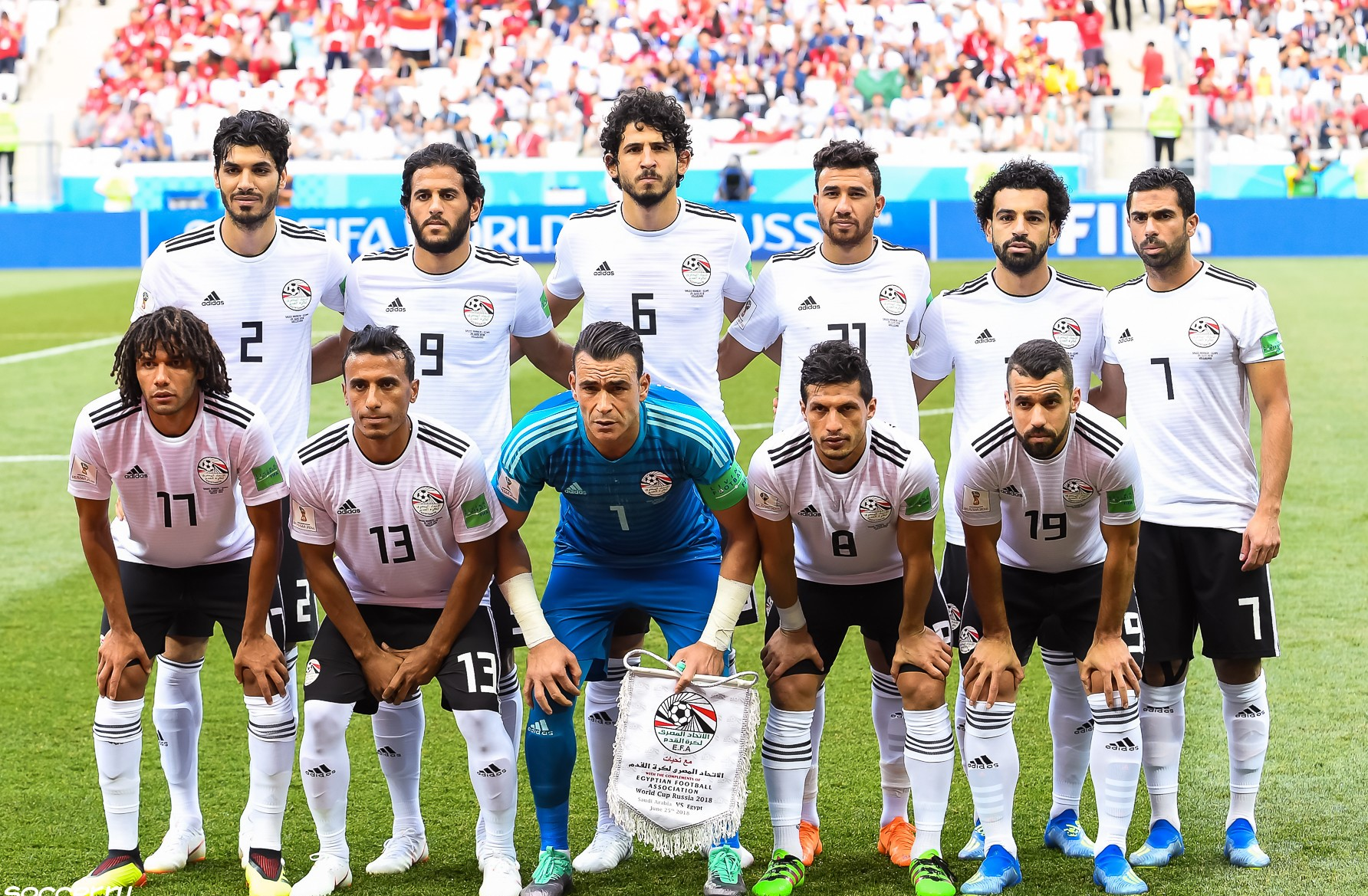
التشكيلة الأساسية لمصر ضد السعودية في كأس العالم 2018.

في نهائيات كأس العالم 2018، وقعت مصر مع السعودية والأوروغواي والبلد المضيف روسيا. بدأوا مباراتهم الأولى ضد الأوروغواي، بدون محمد صلاح، الذي أصيب في نهائي دوري أبطال أوروبا مع نادي ليفربول ضد ريال مدريد. بنى الفريق المصري دفاعًا قويًا مع عدد قليل من الهجمات المرتدة. كان الشوط الأول مملًا وتعادل بدون أهداف. في الشوط الثاني، بدت الأمور جيدة لأوروغواي، التي كانت لديها فرص أكبر في تسجيل الأهداف، لكن محمد الشناوي تصدى للعديد من الكرات الرئيسية بما في ذلك ركلة قوية من إدينسون كافاني. قربت النهاية وكانت الأوروغواي قد حصلت على ركلة حرة بالقرب من المرمى. لكن تسديدة كافاني اصطدمت بالقائم. في الدقيقة 89، عندما بدا أن الفريقين سيتعادلان، سجل خوسيه خيمينيز رأسية من ركلة حرة، مما أفسد أحلام مصر. بسبب تصديات محمد الشناوي القوية، تم اختياره كأفضل لاعب في المباراة لكنه رفض المكافأة بسبب رعاية بدويايزر.
ضد المضيفين، كانت مصر أكثر تفاؤلاً بسبب استدعاء صلاح كبداية. اتسم الشوط الأول بهدوء قوي لمصر التي استحوذت على الكرة بشكل أكبر وقدمت عدة فرص لتسجيل الأهداف، لكن الشوط الأول كان بدون أهداف. وفي الشوط الثاني، سجلت روسيا هدفا عندما انتقلت لكمة الشناوي إلى رومان زوبنين الذي سدد بشكل ضعيف جدا لكن أحمد فتحي الذي حصل على الكرة حاول رمي الكرة في الخارج لكنه سجل على مرماه في الزاوية اليمنى.
أدى ذلك إلى تدهور الروح المعنوية لمصر، مع هدفين آخرين بعد ذلك مباشرة. قام ماريو فرنانديز بالدخول إلى داخل منطقة الجزاء قبل أن يقدم قطعًا من الجهة اليمنى لدينيس تشيريشيف ليحتل المركز الثاني لروسيا بقدمه اليسرى. جعل أرتيم دزيوبا النتيجة 3–0 حيث أخذ كرة مرفوعة في المربع لأسفل صدره، ولمسها لتتجاوز علي جبر والانتهاء بين ساقي الشناوي بتسديدة منخفضة. وحصل محمد صلاح على ركلة جزاء بعد خطأ من زوبنين على الرغم من أنها لم تصدر إلا بعد استشارة حكم الفيديو المساعد حيث قال الحكم في البداية إن المخالفة حدثت خارج منطقة الجزاء. سجل صلاح من ركلة جزاء ليصبح ثالث لاعب مصري يسجل في المونديال. كان هذا أول هدف لمصر منذ 28 عامًا. كان من الممكن أن تحصل مصر على ركلة جزاء ثانية لكن الحكم لم يرها. كانت مباراة مصر الثالثة والأخيرة هي ديربي البحر الأحمر ضد السعودية. كان عصام الحضري حارس المرمى الأساسي على حساب الشناوي، وبذلك أصبح أكبر لاعب في المونديال ب 45 عامًا و 161 يومًا. في الدقيقة 22، شهدت تمريرة عبد الله سعيد إلى صلاح كرة من شأنها أن تسجل هدفًا. كان هذا أول هدف بدون ركلة جزاء منذ عام 1934 والمرة الأولى التي تقود فيها مصر مباراة في كأس العالم (باستثناء ثلاثية فوزي التي حكمها الحكم بداعي التسلل في عام 1934).
قبل خمس دقائق من نهاية الشوط الأول، حُكم على أحمد فتحي بتعمد لمس عرضية ياسر الشهراني داخل المنطقة. وقدم الحضري تصدياً لينكر فهد المولد لكن احتفالاته انقطعت عندما احتسبت ركلة جزاء ثانية لسحب علي جبر قميص المولد. سلمان الفرج صعد هذه المرة ليسدد في مرمى الحارس ويعادل النتيجة. وسدد البديل المصري محمود كهربا الكرة مباشرة على المسيلم في وقت متأخر. أنهى سالم الدوسري تسديدة بقدمه اليمنى في مرمى الحضري في الدقائق الأخيرة. وكانت ثاني ضربة جزاء هي آخر هدف يتم تسجيله في الشوط الأول في مباراة بكأس العالم منذ عام 1966 عند 50 دقيقة و 36 ثانية. الهدف الثاني، وإن لم يكن رقماً قياسياً، تم تسجيله في الدقيقة 95 التي أنهى فيها الحكم المباراة بعد ذلك مباشرة. تم إقالة هيكتور كوبر، الذي تعرض لانتقادات بسبب استراتيجياته الدفاعية ضد السعودية. كما تعرض الاتحاد المصري لكرة القدم لانتقادات بسبب وجود قاعدته في الشيشان، وهي دولة روسية ليس لها تاريخ كروي وبعيدة عن مكان إقامة مباريات مصر. انتقدت وسائل الإعلام المصرية والجمهور بشدة إدارة الاتحاد المصري لكرة القدم للفريق.
بعد التعاقد مع المكسيكي خافيير أغيري، استضافت مصر كأس الأمم الأفريقية 2019 وكانت من بين المرشحين لتحقيق اللقب. ومع ذلك، فقد تخطى المجموعة بفضل ثلاثة انتصارات على زيمبابوي 1–0، جمهورية الكونغو الديمقراطية 2–0 وأوغندا 2–0، وخرجت مصر من دور الـ16 أمام جنوب أفريقيا 1–0. في أعقاب الهزيمة تمت إقالة أغيري وحل محله حسام البدري في سبتمبر 2019.

## المشاركات في المسابقات العالمية، القارية والإقليمية

### كأس العالم
تأهلت مصر لكأس العالم ثلاث مرات، أعوام 1934 و 1990 و 2018. مع تعادلين وخمس هزائم، لم تفز مصر قط بأي مباراة في نهائيات كأس العالم. في عام 1934 أصبحت مصر أول فريق أفريقي يلعب في المونديال. عندما تأهلوا مرة أخرى في عام 1990، أصبحوا الفريق الذي لديه أطول فجوة على الإطلاق بين مباراتين في كأس العالم مرت 56 عامًا و 16 يومًا.
| سجل المشاركات في كأس العالم | سجل المشاركات في كأس العالم | سجل المشاركات في كأس العالم | سجل المشاركات في كأس العالم | سجل المشاركات في كأس العالم | سجل المشاركات في كأس العالم | سجل المشاركات في كأس العالم | سجل المشاركات في كأس العالم | سجل المشاركات في كأس العالم |                | سجل تصفيات كأس العالم لكرة القدم | سجل تصفيات كأس العالم لكرة القدم | سجل تصفيات كأس العالم لكرة القدم | سجل تصفيات كأس العالم لكرة القدم | سجل تصفيات كأس العالم لكرة القدم | سجل تصفيات كأس العالم لكرة القدم | سجل تصفيات كأس العالم لكرة القدم |
| النسخة                      | الجولة                      | المركز                      | لعب                         | فاز                         | تعادل                       | خسر                         | له                          | عليه                        | لعب            | فاز                              | تعادل                            | خسر                              | له                               | عليه                             | مصادر                            |                                  |
| --------------------------- | --------------------------- | --------------------------- | --------------------------- | --------------------------- | --------------------------- | --------------------------- | --------------------------- | --------------------------- | -------------- | -------------------------------- | -------------------------------- | -------------------------------- | -------------------------------- | -------------------------------- | -------------------------------- | -------------------------------- |
| 1930                        | لم يشارك                    | لم يشارك                    | لم يشارك                    | لم يشارك                    | لم يشارك                    | لم يشارك                    | لم يشارك                    | لم يشارك                    | لم يشارك       | لم يشارك                         | لم يشارك                         | لم يشارك                         | لم يشارك                         | لم يشارك                         | [ 130 ]                          |                                  |
| 1934                        | الدور الأول                 | 13                          | 1                           | 0                           | 0                           | 1                           | 2                           | 4                           | 2              | 2                                | 0                                | 0                                | 11                               | 2                                | [ 131 ]                          |                                  |
| 1938                        | انسحب                       | انسحب                       | انسحب                       | انسحب                       | انسحب                       | انسحب                       | انسحب                       | انسحب                       | انسحب          | انسحب                            | انسحب                            | انسحب                            | انسحب                            | انسحب                            | [ 132 ]                          |                                  |
| 1950                        | لم يشارك                    | لم يشارك                    | لم يشارك                    | لم يشارك                    | لم يشارك                    | لم يشارك                    | لم يشارك                    | لم يشارك                    | لم يشارك       | لم يشارك                         | لم يشارك                         | لم يشارك                         | لم يشارك                         | لم يشارك                         | [ 133 ]                          |                                  |
| 1954                        | لم يتأهل                    | لم يتأهل                    | لم يتأهل                    | لم يتأهل                    | لم يتأهل                    | لم يتأهل                    | لم يتأهل                    | لم يتأهل                    | 2              | 0                                | 0                                | 2                                | 2                                | 7                                | [ 134 ]                          |                                  |
| 1958                        | انسحب                       | انسحب                       | انسحب                       | انسحب                       | انسحب                       | انسحب                       | انسحب                       | انسحب                       | انسحب          | انسحب                            | انسحب                            | انسحب                            | انسحب                            | انسحب                            | [ 135 ]                          |                                  |
| 1962                        | انسحب                       | انسحب                       | انسحب                       | انسحب                       | انسحب                       | انسحب                       | انسحب                       | انسحب                       | انسحب          | انسحب                            | انسحب                            | انسحب                            | انسحب                            | انسحب                            | [ 136 ]                          |                                  |
| 1966                        | انسحب                       | انسحب                       | انسحب                       | انسحب                       | انسحب                       | انسحب                       | انسحب                       | انسحب                       | انسحب          | انسحب                            | انسحب                            | انسحب                            | انسحب                            | انسحب                            | [ 137 ]                          |                                  |
| 1970                        | لم يشارك                    | لم يشارك                    | لم يشارك                    | لم يشارك                    | لم يشارك                    | لم يشارك                    | لم يشارك                    | لم يشارك                    | لم يشارك       | لم يشارك                         | لم يشارك                         | لم يشارك                         | لم يشارك                         | لم يشارك                         | [ 138 ]                          |                                  |
| 1974                        | لم يتأهل                    | لم يتأهل                    | لم يتأهل                    | لم يتأهل                    | لم يتأهل                    | لم يتأهل                    | لم يتأهل                    | لم يتأهل                    | 2              | 1                                | 0                                | 1                                | 2                                | 3                                | [ 139 ]                          |                                  |
| 1978                        | لم يتأهل                    | لم يتأهل                    | لم يتأهل                    | لم يتأهل                    | لم يتأهل                    | لم يتأهل                    | لم يتأهل                    | لم يتأهل                    | 10             | 6                                | 2                                | 2                                | 15                               | 11                               | [ 140 ]                          |                                  |
| 1982                        | لم يتأهل                    | لم يتأهل                    | لم يتأهل                    | لم يتأهل                    | لم يتأهل                    | لم يتأهل                    | لم يتأهل                    | لم يتأهل                    | 2              | 0                                | 1                                | 1                                | 0                                | 1                                | [ 141 ]                          |                                  |
| 1986                        | لم يتأهل                    | لم يتأهل                    | لم يتأهل                    | لم يتأهل                    | لم يتأهل                    | لم يتأهل                    | لم يتأهل                    | لم يتأهل                    | 6              | 3                                | 2                                | 1                                | 3                                | 4                                | [ 142 ]                          |                                  |
| 1990                        | دور المجموعات               | 20                          | 3                           | 0                           | 2                           | 1                           | 1                           | 2                           | 8              | 4                                | 3                                | 1                                | 7                                | 2                                | [ 143 ]                          |                                  |
| 1994                        | لم يتأهل                    | لم يتأهل                    | لم يتأهل                    | لم يتأهل                    | لم يتأهل                    | لم يتأهل                    | لم يتأهل                    | لم يتأهل                    | 6              | 3                                | 2                                | 1                                | 9                                | 3                                | [ 144 ]                          |                                  |
| 1998                        | لم يتأهل                    | لم يتأهل                    | لم يتأهل                    | لم يتأهل                    | لم يتأهل                    | لم يتأهل                    | لم يتأهل                    | لم يتأهل                    | 6              | 3                                | 1                                | 2                                | 15                               | 5                                | [ 145 ]                          |                                  |
| 2002                        | لم يتأهل                    | لم يتأهل                    | لم يتأهل                    | لم يتأهل                    | لم يتأهل                    | لم يتأهل                    | لم يتأهل                    | لم يتأهل                    | 10             | 5                                | 4                                | 1                                | 22                               | 9                                | [ 146 ]                          |                                  |
| 2006                        | لم يتأهل                    | لم يتأهل                    | لم يتأهل                    | لم يتأهل                    | لم يتأهل                    | لم يتأهل                    | لم يتأهل                    | لم يتأهل                    | 10             | 5                                | 2                                | 3                                | 26                               | 15                               | [ 147 ]                          |                                  |
| 2010                        | لم يتأهل                    | لم يتأهل                    | لم يتأهل                    | لم يتأهل                    | لم يتأهل                    | لم يتأهل                    | لم يتأهل                    | لم يتأهل                    | 13             | 9                                | 1                                | 3                                | 22                               | 7                                | [ 148 ]                          |                                  |
| 2014                        | لم يتأهل                    | لم يتأهل                    | لم يتأهل                    | لم يتأهل                    | لم يتأهل                    | لم يتأهل                    | لم يتأهل                    | لم يتأهل                    | 8              | 7                                | 0                                | 1                                | 19                               | 14                               | [ 149 ]                          |                                  |
| 2018                        | دور المجموعات               | 31                          | 3                           | 0                           | 0                           | 3                           | 2                           | 6                           | 8              | 5                                | 1                                | 2                                | 12                               | 5                                | [ 150 ]                          |                                  |
| 2022                        | لم يتأهل                    | لم يتأهل                    | لم يتأهل                    | لم يتأهل                    | لم يتأهل                    | لم يتأهل                    | لم يتأهل                    | لم يتأهل                    | لم يتأهل       | 8                                | 5                                | 2                                | 1                                | 11                               | 5                                |                                  |
| 2026                        | سيحدد فيما بعد              | سيحدد فيما بعد              | سيحدد فيما بعد              | سيحدد فيما بعد              | سيحدد فيما بعد              | سيحدد فيما بعد              | سيحدد فيما بعد              | سيحدد فيما بعد              | سيحدد فيما بعد | سيحدد فيما بعد                   | سيحدد فيما بعد                   | سيحدد فيما بعد                   | سيحدد فيما بعد                   | سيحدد فيما بعد                   |                                  |                                  |
| المجموع                     | دور المجموعات               | 3/22                        | 7                           | 0                           | 2                           | 5                           | 5                           | 12                          | 101            | 57                               | 21                               | 23                               | 176                              | 94                               | —                                |                                  |

### كأس القارات
ظهرت مصر في اثنتين من بطولات كأس القارات من أصل عشر نسخ، وتم إقصائها من دور المجموعات في كلتا المناسبتين. أول ظهور لمصر في كان في كأس القارات 1999 بعد فوزه بلقب كأس الأمم الأفريقية 1998. وكان الظهور الثاني في نسخة 2009 بعد فوزه بلقب كأس الأمم الأفريقية 2008. وأثناء الظهور الثاني حقق الفريق أول فوز له على إيطاليا وهزمهم 1–0 في المباراة الثانية من دور المجموعات.
| سجل المشاركات في كأس القارات | سجل المشاركات في كأس القارات | سجل المشاركات في كأس القارات | سجل المشاركات في كأس القارات | سجل المشاركات في كأس القارات | سجل المشاركات في كأس القارات | سجل المشاركات في كأس القارات | سجل المشاركات في كأس القارات | سجل المشاركات في كأس القارات | سجل المشاركات في كأس القارات |
| النسخة                       | الدور                        | المركز                       | لعب                          | فاز                          | تعادل                        | خسر                          | له                           | عليه                         | مصادر                        |
| ---------------------------- | ---------------------------- | ---------------------------- | ---------------------------- | ---------------------------- | ---------------------------- | ---------------------------- | ---------------------------- | ---------------------------- | ---------------------------- |
| 1992                         | لم يتأهل                     | لم يتأهل                     | لم يتأهل                     | لم يتأهل                     | لم يتأهل                     | لم يتأهل                     | لم يتأهل                     | لم يتأهل                     | لم يتأهل                     |
| 1995                         | لم يتأهل                     | لم يتأهل                     | لم يتأهل                     | لم يتأهل                     | لم يتأهل                     | لم يتأهل                     | لم يتأهل                     | لم يتأهل                     | لم يتأهل                     |
| 1997                         | لم يتأهل                     | لم يتأهل                     | لم يتأهل                     | لم يتأهل                     | لم يتأهل                     | لم يتأهل                     | لم يتأهل                     | لم يتأهل                     | لم يتأهل                     |
| 1999                         | دور المجموعات                | 7                            | 3                            | 0                            | 2                            | 1                            | 5                            | 9                            | [ 151 ]                      |
| 2001                         | لم يتأهل                     | لم يتأهل                     | لم يتأهل                     | لم يتأهل                     | لم يتأهل                     | لم يتأهل                     | لم يتأهل                     | لم يتأهل                     | لم يتأهل                     |
| 2003                         | لم يتأهل                     | لم يتأهل                     | لم يتأهل                     | لم يتأهل                     | لم يتأهل                     | لم يتأهل                     | لم يتأهل                     | لم يتأهل                     | لم يتأهل                     |
| 2005                         | لم يتأهل                     | لم يتأهل                     | لم يتأهل                     | لم يتأهل                     | لم يتأهل                     | لم يتأهل                     | لم يتأهل                     | لم يتأهل                     | لم يتأهل                     |
| 2009                         | دور المجموعات                | 6                            | 3                            | 1                            | 0                            | 2                            | 4                            | 7                            | [ 152 ]                      |
| 2013                         | لم يتأهل                     | لم يتأهل                     | لم يتأهل                     | لم يتأهل                     | لم يتأهل                     | لم يتأهل                     | لم يتأهل                     | لم يتأهل                     | لم يتأهل                     |
| 2017                         | لم يتأهل                     | لم يتأهل                     | لم يتأهل                     | لم يتأهل                     | لم يتأهل                     | لم يتأهل                     | لم يتأهل                     | لم يتأهل                     | لم يتأهل                     |
| المجموع                      | دور المجموعات                | 2/10                         | 6                            | 1                            | 2                            | 3                            | 9                            | 16                           | —                            |

### كأس الأمم الأفريقية
منذ تأسيس كأس الأمم الأفريقية، كانت مصر مشاركًا متكررًا، حيث لعبت في 26 من أصل 34 نسخة من البطولة، وهو العدد الأكبر من جميع المشاركين. فاز المصريون بالنسخة الافتتاحية عام 1957، ودافعوا عنها بنجاح بعد ذلك بعامين. ومع ذلك، كان على مصر أن تنتظر حتى عام 1986 لتفوز بها للمرة الثالثة. خلال هذه الحقبة من المشاركة المبكرة، دخلت مصر في كثير من الأحيان إلى الدور نصف النهائي وحصلت على الأقل على المركز الثاني أو المركز الثالث. ومع ذلك، بعد عام 1986، كان لمصر فترة سيئة من 1988 إلى 1996 عندما خرج الفريق من دور المجموعات ودور الثمانية. في عام 1998، فازت مصر بكأسها الرابعة.
ومع ذلك، فقد شهد العقد الأول من القرن الحادي والعشرين أنجح فريق مصري في كأس الأمم الأفريقية، حيث فازت مصر بالبطولة مرة تلو الأخرى من 2006 إلى 2010، لتزيد ألقابها إلى سبعة، وهو رقم قياسي أفريقي. ثم غابت مصر عن ثلاث نسخ لكأس الأمم الأفريقية من 2012 إلى 2015، قبل أن تعود في 2017 حيث كاد الفراعنة أن ينتزعوا لقبهم الثامن حتى خسروا أمام الكاميرون 1–2 في النهائي.
كما أن مصر هي الدولة التي استضافت أكبر عدد من نسخ كأس الأمم الأفريقية بخمس مرات. وانتهت ثلاثة منهم بتتويج مصر بطلاً. استضافت مصر نسخة 2019 الأخيرة، لكن الفراعنة قدموا أداءً سيئًا، حيث خسروا أمام جنوب أفريقيا، على أرضهم في دور الستة عشر على الرغم من فوزهم بثلاثة مباريات في دور المجموعات.
| سجل المشاركات في كأس الأمم الأفريقية | سجل المشاركات في كأس الأمم الأفريقية | سجل المشاركات في كأس الأمم الأفريقية | سجل المشاركات في كأس الأمم الأفريقية | سجل المشاركات في كأس الأمم الأفريقية | سجل المشاركات في كأس الأمم الأفريقية | سجل المشاركات في كأس الأمم الأفريقية | سجل المشاركات في كأس الأمم الأفريقية | سجل المشاركات في كأس الأمم الأفريقية |                       | سجل تصفيات كأس الأمم الأفريقية | سجل تصفيات كأس الأمم الأفريقية | سجل تصفيات كأس الأمم الأفريقية | سجل تصفيات كأس الأمم الأفريقية | سجل تصفيات كأس الأمم الأفريقية | سجل تصفيات كأس الأمم الأفريقية | سجل تصفيات كأس الأمم الأفريقية |
| النسخة                               | الجولة                               | المركز                               | لعب                                  | فاز                                  | عدل                                  | خسر                                  | له                                   | عليه                                 | لعب                   | فاز                            | عدل                            | خسر                            | له                             | عليه                           | مصادر                          |                                |
| ------------------------------------ | ------------------------------------ | ------------------------------------ | ------------------------------------ | ------------------------------------ | ------------------------------------ | ------------------------------------ | ------------------------------------ | ------------------------------------ | --------------------- | ------------------------------ | ------------------------------ | ------------------------------ | ------------------------------ | ------------------------------ | ------------------------------ | ------------------------------ |
| 1957                                 | البطل                                | 1                                    | 2                                    | 2                                    | 0                                    | 0                                    | 6                                    | 1                                    | لا توجد تصفيات        | لا توجد تصفيات                 | لا توجد تصفيات                 | لا توجد تصفيات                 | لا توجد تصفيات                 | لا توجد تصفيات                 | [ 153 ]                        |                                |
| 1959                                 | البطل                                | 1                                    | 2                                    | 2                                    | 0                                    | 0                                    | 6                                    | 1                                    | لا توجد تصفيات        | لا توجد تصفيات                 | لا توجد تصفيات                 | لا توجد تصفيات                 | لا توجد تصفيات                 | لا توجد تصفيات                 | [ 154 ]                        |                                |
| 1962                                 | الوصيف                               | 2                                    | 2                                    | 1                                    | 0                                    | 1                                    | 4                                    | 5                                    | تأهل بصفته حامل اللقب | تأهل بصفته حامل اللقب          | تأهل بصفته حامل اللقب          | تأهل بصفته حامل اللقب          | تأهل بصفته حامل اللقب          | تأهل بصفته حامل اللقب          | [ 155 ]                        |                                |
| 1963                                 | الثالث                               | 3                                    | 3                                    | 2                                    | 1                                    | 0                                    | 11                                   | 5                                    | –                     | –                              | –                              | –                              | –                              | –                              | [ 156 ]                        |                                |
| 1965                                 | إنسحب بعد التأهل                     | إنسحب بعد التأهل                     | إنسحب بعد التأهل                     | إنسحب بعد التأهل                     | إنسحب بعد التأهل                     | إنسحب بعد التأهل                     | إنسحب بعد التأهل                     | إنسحب بعد التأهل                     | انسحب                 | انسحب                          | انسحب                          | انسحب                          | انسحب                          | انسحب                          | [ 157 ]                        |                                |
| 1968                                 | انسحب                                | انسحب                                | انسحب                                | انسحب                                | انسحب                                | انسحب                                | انسحب                                | انسحب                                | 3                     | 2                              | 1                              | 0                              | 6                              | 4                              | [ 158 ]                        |                                |
| 1970                                 | الثالث                               | 3                                    | 5                                    | 3                                    | 1                                    | 1                                    | 10                                   | 5                                    | 2                     | 1                              | 1                              | 0                              | 2                              | 1                              | [ 159 ]                        |                                |
| 1972                                 | لم يتأهل                             | لم يتأهل                             | لم يتأهل                             | لم يتأهل                             | لم يتأهل                             | لم يتأهل                             | لم يتأهل                             | لم يتأهل                             | 4                     | 3                              | 0                              | 1                              | 6                              | 6                              | [ 160 ]                        |                                |
| 1974                                 | الثالث                               | 3                                    | 5                                    | 4                                    | 0                                    | 1                                    | 13                                   | 5                                    | تأهل بصفته المضيف     | تأهل بصفته المضيف              | تأهل بصفته المضيف              | تأهل بصفته المضيف              | تأهل بصفته المضيف              | تأهل بصفته المضيف              | [ 161 ]                        |                                |
| 1976                                 | الرابع                               | 4                                    | 6                                    | 1                                    | 2                                    | 3                                    | 9                                    | 12                                   | 4                     | 3                              | 1                              | 0                              | 11                             | 3                              | [ 162 ]                        |                                |
| 1978                                 | لم يتأهل                             | لم يتأهل                             | لم يتأهل                             | لم يتأهل                             | لم يتأهل                             | لم يتأهل                             | لم يتأهل                             | لم يتأهل                             | 2                     | 0                              | 1                              | 1                              | 4                              | 5                              | [ 163 ]                        |                                |
| 1980                                 | الرابع                               | 4                                    | 5                                    | 2                                    | 1                                    | 2                                    | 6                                    | 7                                    | 2                     | 1                              | 0                              | 1                              | 4                              | 3                              | [ 164 ]                        |                                |
| 1982                                 | انسحب                                | انسحب                                | انسحب                                | انسحب                                | انسحب                                | انسحب                                | انسحب                                | انسحب                                | 2                     | 2                              | 0                              | 0                              | 7                              | 3                              | [ 165 ]                        |                                |
| 1984                                 | الرابع                               | 4                                    | 5                                    | 2                                    | 2                                    | 1                                    | 6                                    | 6                                    | 4                     | 2                              | 1                              | 1                              | 3                              | 2                              | [ 166 ]                        |                                |
| 1986                                 | البطل                                | 1                                    | 5                                    | 3                                    | 1                                    | 1                                    | 5                                    | 1                                    | تأهل بصفته المضيف     | تأهل بصفته المضيف              | تأهل بصفته المضيف              | تأهل بصفته المضيف              | تأهل بصفته المضيف              | تأهل بصفته المضيف              | [ 167 ]                        |                                |
| 1988                                 | دور المجموعات                        | 6                                    | 3                                    | 1                                    | 1                                    | 1                                    | 3                                    | 1                                    | تأهل بصفته حامل اللقب | تأهل بصفته حامل اللقب          | تأهل بصفته حامل اللقب          | تأهل بصفته حامل اللقب          | تأهل بصفته حامل اللقب          | تأهل بصفته حامل اللقب          | [ 168 ]                        |                                |
| 1990                                 | دور المجموعات                        | 8                                    | 3                                    | 0                                    | 0                                    | 3                                    | 1                                    | 6                                    | 4                     | 2                              | 1                              | 1                              | 8                              | 2                              | [ 169 ]                        |                                |
| 1992                                 | دور المجموعات                        | 11                                   | 2                                    | 0                                    | 0                                    | 2                                    | 0                                    | 2                                    | 6                     | 3                              | 3                              | 0                              | 13                             | 5                              | [ 170 ]                        |                                |
| 1994                                 | الربع النهائي                        | 5                                    | 3                                    | 1                                    | 1                                    | 1                                    | 4                                    | 1                                    | 6                     | 2                              | 2                              | 2                              | 6                              | 5                              | [ 171 ]                        |                                |
| 1996                                 | الربع النهائي                        | 7                                    | 4                                    | 2                                    | 0                                    | 2                                    | 5                                    | 6                                    | 10                    | 6                              | 3                              | 1                              | 24                             | 5                              | [ 172 ]                        |                                |
| 1998                                 | البطل                                | 1                                    | 6                                    | 4                                    | 1                                    | 1                                    | 10                                   | 1                                    | 6                     | 2                              | 3                              | 1                              | 12                             | 4                              | [ 173 ]                        |                                |
| 2000                                 | الربع النهائي                        | 5                                    | 4                                    | 3                                    | 0                                    | 1                                    | 7                                    | 3                                    | تأهل بصفته حامل اللقب | تأهل بصفته حامل اللقب          | تأهل بصفته حامل اللقب          | تأهل بصفته حامل اللقب          | تأهل بصفته حامل اللقب          | تأهل بصفته حامل اللقب          | [ 174 ]                        |                                |
| 2002                                 | الربع النهائي                        | 6                                    | 4                                    | 2                                    | 0                                    | 2                                    | 3                                    | 3                                    | 6                     | 4                              | 1                              | 1                              | 11                             | 6                              | [ 175 ]                        |                                |
| 2004                                 | دور المجموعات                        | 9                                    | 3                                    | 1                                    | 1                                    | 1                                    | 3                                    | 3                                    | 4                     | 3                              | 0                              | 1                              | 14                             | 1                              | [ 176 ]                        |                                |
| 2006                                 | البطل                                | 1                                    | 6                                    | 4                                    | 2                                    | 0                                    | 12                                   | 3                                    | تأهل بصفته المضيف     | تأهل بصفته المضيف              | تأهل بصفته المضيف              | تأهل بصفته المضيف              | تأهل بصفته المضيف              | تأهل بصفته المضيف              | [ 177 ]                        |                                |
| 2008                                 | البطل                                | 1                                    | 6                                    | 5                                    | 1                                    | 0                                    | 15                                   | 5                                    | 6                     | 3                              | 3                              | 0                              | 9                              | 2                              | [ 178 ]                        |                                |
| 2010                                 | البطل                                | 1                                    | 6                                    | 6                                    | 0                                    | 0                                    | 15                                   | 2                                    | 13                    | 9                              | 1                              | 3                              | 22                             | 7                              | [ 179 ]                        |                                |
| 2012                                 | لم يتأهل                             | لم يتأهل                             | لم يتأهل                             | لم يتأهل                             | لم يتأهل                             | لم يتأهل                             | لم يتأهل                             | لم يتأهل                             | 6                     | 1                              | 2                              | 3                              | 5                              | 5                              | [ 180 ]                        |                                |
| 2013                                 | لم يتأهل                             | لم يتأهل                             | لم يتأهل                             | لم يتأهل                             | لم يتأهل                             | لم يتأهل                             | لم يتأهل                             | لم يتأهل                             | 2                     | 0                              | 1                              | 1                              | 3                              | 4                              | [ 181 ]                        |                                |
| 2015                                 | لم يتأهل                             | لم يتأهل                             | لم يتأهل                             | لم يتأهل                             | لم يتأهل                             | لم يتأهل                             | لم يتأهل                             | لم يتأهل                             | 6                     | 2                              | 0                              | 4                              | 5                              | 6                              | [ 182 ]                        |                                |
| 2017                                 | الوصيف                               | 2                                    | 6                                    | 3                                    | 2                                    | 1                                    | 5                                    | 3                                    | 4                     | 3                              | 1                              | 0                              | 7                              | 1                              | [ 183 ]                        |                                |
| 2019                                 | دور الـ16                            | 10                                   | 4                                    | 3                                    | 0                                    | 1                                    | 5                                    | 1                                    | 6                     | 4                              | 1                              | 1                              | 16                             | 5                              | [ 184 ]                        |                                |
| 2021                                 | الوصيف                               | 2                                    | 7                                    | 3                                    | 3                                    | 1                                    | 4                                    | 2                                    | 6                     | 3                              | 3                              | 0                              | 10                             | 3                              | [ 185 ]                        |                                |
| 2023                                 | دور الـ16                            | 12                                   | 4                                    | 0                                    | 4                                    | 0                                    | 7                                    | 7                                    | 6                     | 5                              | 0                              | 1                              | 10                             | 3                              | [ 186 ]                        |                                |
| 2025                                 | يحدد فيما بعد                        | يحدد فيما بعد                        | يحدد فيما بعد                        | يحدد فيما بعد                        | يحدد فيما بعد                        | يحدد فيما بعد                        | يحدد فيما بعد                        | يحدد فيما بعد                        | يحدد فيما بعد         | يحدد فيما بعد                  | يحدد فيما بعد                  | يحدد فيما بعد                  | يحدد فيما بعد                  | يحدد فيما بعد                  | يحدد فيما بعد                  |                                |
| 2027                                 | يحدد فيما بعد                        | يحدد فيما بعد                        | يحدد فيما بعد                        | يحدد فيما بعد                        | يحدد فيما بعد                        | يحدد فيما بعد                        | يحدد فيما بعد                        | يحدد فيما بعد                        | يحدد فيما بعد         | يحدد فيما بعد                  | يحدد فيما بعد                  | يحدد فيما بعد                  | يحدد فيما بعد                  | يحدد فيما بعد                  | يحدد فيما بعد                  |                                |
| المجموع                              | البطل                                | 26/34                                | 111                                  | 60                                   | 24                                   | 27                                   | 175                                  | 97                                   | 119                   | 66                             | 29                             | 24                             | 217                            | 90                             | —                              |                                |

### كأس العرب
| سجل المشاركات في كأس العرب | سجل المشاركات في كأس العرب | سجل المشاركات في كأس العرب | سجل المشاركات في كأس العرب | سجل المشاركات في كأس العرب | سجل المشاركات في كأس العرب | سجل المشاركات في كأس العرب | سجل المشاركات في كأس العرب | سجل المشاركات في كأس العرب | سجل المشاركات في كأس العرب |
| النسخة                     | النتيجة                    | المركز                     | لعب                        | فاز                        | تعادل                      | خسر                        | له                         | عليه                       | مصادر                      |
| -------------------------- | -------------------------- | -------------------------- | -------------------------- | -------------------------- | -------------------------- | -------------------------- | -------------------------- | -------------------------- | -------------------------- |
| 1963                       | لم يشارك                   | لم يشارك                   | لم يشارك                   | لم يشارك                   | لم يشارك                   | لم يشارك                   | لم يشارك                   | لم يشارك                   | [ 187 ]                    |
| 1964                       | لم يشارك                   | لم يشارك                   | لم يشارك                   | لم يشارك                   | لم يشارك                   | لم يشارك                   | لم يشارك                   | لم يشارك                   | [ 188 ]                    |
| 1966                       | لم يشارك                   | لم يشارك                   | لم يشارك                   | لم يشارك                   | لم يشارك                   | لم يشارك                   | لم يشارك                   | لم يشارك                   | [ 189 ]                    |
| 1985                       | لم يشارك                   | لم يشارك                   | لم يشارك                   | لم يشارك                   | لم يشارك                   | لم يشارك                   | لم يشارك                   | لم يشارك                   | [ 190 ]                    |
| 1988                       | المركز الثالث              | 3                          | 6                          | 3                          | 2                          | 1                          | 6                          | 0                          | [ 191 ]                    |
| 1992                       | البطل                      | 1                          | 4                          | 3                          | 1                          | 0                          | 5                          | 3                          | [ 192 ]                    |
| 1998                       | دور المجموعات              | 10                         | 2                          | 1                          | 0                          | 1                          | 3                          | 5                          | [ 193 ]                    |
| 2002                       | لم يشارك                   | لم يشارك                   | لم يشارك                   | لم يشارك                   | لم يشارك                   | لم يشارك                   | لم يشارك                   | لم يشارك                   | [ 194 ]                    |
| 2012                       | دور المجموعات              | 7                          | 3                          | 0                          | 2                          | 1                          | 3                          | 4                          | [ 195 ]                    |
| 2021                       | المركز الرابع              | 4                          | 6                          | 3                          | 2                          | 1                          | 10                         | 3                          | —                          |
| المجموع                    | البطل                      | 5/10                       | 21                         | 10                         | 7                          | 4                          | 27                         | 15                         | —                          |

### ألعاب البحر الأبيض المتوسط
| سجل المشاركات في ألعاب البحر الأبيض المتوسط | سجل المشاركات في ألعاب البحر الأبيض المتوسط | سجل المشاركات في ألعاب البحر الأبيض المتوسط | سجل المشاركات في ألعاب البحر الأبيض المتوسط | سجل المشاركات في ألعاب البحر الأبيض المتوسط | سجل المشاركات في ألعاب البحر الأبيض المتوسط | سجل المشاركات في ألعاب البحر الأبيض المتوسط | سجل المشاركات في ألعاب البحر الأبيض المتوسط | سجل المشاركات في ألعاب البحر الأبيض المتوسط | سجل المشاركات في ألعاب البحر الأبيض المتوسط |
| النسخة                                      | الجولة                                      | المركز                                      | لعب                                         | فاز                                         | عدل                                         | خسر                                         | له                                          | عليه                                        | مصادر                                       |
| ------------------------------------------- | ------------------------------------------- | ------------------------------------------- | ------------------------------------------- | ------------------------------------------- | ------------------------------------------- | ------------------------------------------- | ------------------------------------------- | ------------------------------------------- | ------------------------------------------- |
| 1951                                        | الوصيف                                      | 2                                           | 2                                           | 1                                           | 0                                           | 1                                           | 8                                           | 2                                           | [ 196 ]                                     |
| 1955                                        | البطل                                       | 1                                           | 3                                           | 2                                           | 1                                           | 0                                           | 10                                          | 3                                           | [ 197 ]                                     |
| 1959                                        | لم يشارك                                    | لم يشارك                                    | لم يشارك                                    | لم يشارك                                    | لم يشارك                                    | لم يشارك                                    | لم يشارك                                    | لم يشارك                                    | [ 198 ]                                     |
| 1963                                        | دور المجموعات                               | 5                                           | 4                                           | 2                                           | 1                                           | 1                                           | 10                                          | 8                                           | [ 199 ]                                     |
| 1967                                        | لم يشارك                                    | لم يشارك                                    | لم يشارك                                    | لم يشارك                                    | لم يشارك                                    | لم يشارك                                    | لم يشارك                                    | لم يشارك                                    | [ 200 ]                                     |
| 1971                                        | الرابع                                      | 4                                           | 3                                           | 0                                           | 2                                           | 1                                           | 1                                           | 2                                           | [ 201 ]                                     |
| 1975                                        | دور المجموعات                               | 6                                           | 5                                           | 2                                           | 0                                           | 3                                           | 9                                           | 9                                           | [ 202 ]                                     |
| 1979                                        | دور المجموعات                               | 8                                           | 3                                           | 0                                           | 1                                           | 2                                           | 2                                           | 7                                           | [ 203 ]                                     |
| 1983                                        | الثالث                                      | 3                                           | 4                                           | 1                                           | 2                                           | 1                                           | 2                                           | 2                                           | [ 204 ]                                     |
| 1987                                        | لم يشارك                                    | لم يشارك                                    | لم يشارك                                    | لم يشارك                                    | لم يشارك                                    | لم يشارك                                    | لم يشارك                                    | لم يشارك                                    | [ 205 ]                                     |
| 1991                                        | دور المجموعات                               | 5                                           | 2                                           | 1                                           | 0                                           | 1                                           | 2                                           | 1                                           | [ 206 ]                                     |
| 1993                                        | لم يشارك                                    | لم يشارك                                    | لم يشارك                                    | لم يشارك                                    | لم يشارك                                    | لم يشارك                                    | لم يشارك                                    | لم يشارك                                    | [ 207 ]                                     |
| 1997                                        | لم يشارك                                    | لم يشارك                                    | لم يشارك                                    | لم يشارك                                    | لم يشارك                                    | لم يشارك                                    | لم يشارك                                    | لم يشارك                                    | [ 208 ]                                     |
| 2001                                        | لم يشارك                                    | لم يشارك                                    | لم يشارك                                    | لم يشارك                                    | لم يشارك                                    | لم يشارك                                    | لم يشارك                                    | لم يشارك                                    | [ 209 ]                                     |
| 2005                                        | لم يشارك                                    | لم يشارك                                    | لم يشارك                                    | لم يشارك                                    | لم يشارك                                    | لم يشارك                                    | لم يشارك                                    | لم يشارك                                    | [ 210 ]                                     |
| 2009                                        | لم يشارك                                    | لم يشارك                                    | لم يشارك                                    | لم يشارك                                    | لم يشارك                                    | لم يشارك                                    | لم يشارك                                    | لم يشارك                                    | [ 211 ]                                     |
| 2013                                        | لم يشارك                                    | لم يشارك                                    | لم يشارك                                    | لم يشارك                                    | لم يشارك                                    | لم يشارك                                    | لم يشارك                                    | لم يشارك                                    | [ 212 ]                                     |
| 2018                                        | لم يشارك                                    | لم يشارك                                    | لم يشارك                                    | لم يشارك                                    | لم يشارك                                    | لم يشارك                                    | لم يشارك                                    | لم يشارك                                    | [ 213 ]                                     |
| 2021                                        | لم يشارك                                    | لم يشارك                                    | لم يشارك                                    | لم يشارك                                    | لم يشارك                                    | لم يشارك                                    | لم يشارك                                    | لم يشارك                                    | —                                           |
| المجموع                                     | البطل                                       | 34                                          | 26                                          | 9                                           | 7                                           | 10                                          | 44                                          | 34                                          | —                                           |

### دورة الألعاب العربية
| سجل المشاركات في دورة الألعاب العربية | سجل المشاركات في دورة الألعاب العربية | سجل المشاركات في دورة الألعاب العربية | سجل المشاركات في دورة الألعاب العربية | سجل المشاركات في دورة الألعاب العربية | سجل المشاركات في دورة الألعاب العربية | سجل المشاركات في دورة الألعاب العربية | سجل المشاركات في دورة الألعاب العربية | سجل المشاركات في دورة الألعاب العربية |
| النسخة                                | الجولة                                | المركز                                | لعب                                   | فاز                                   | عدل                                   | خسر                                   | له                                    | عليه                                  |
| ------------------------------------- | ------------------------------------- | ------------------------------------- | ------------------------------------- | ------------------------------------- | ------------------------------------- | ------------------------------------- | ------------------------------------- | ------------------------------------- |
| 1953                                  | البطل                                 | 1                                     | 3                                     | 3                                     | 0                                     | 0                                     | 22                                    | 3                                     |
| 1957                                  | لم يشارك                              | لم يشارك                              | لم يشارك                              | لم يشارك                              | لم يشارك                              | لم يشارك                              | لم يشارك                              | لم يشارك                              |
| 1961                                  | الوصيف                                | 2                                     | 5                                     | 4                                     | 0                                     | 1                                     | 29                                    | 5                                     |
| 1965                                  | البطل                                 | 1                                     | 6                                     | 6                                     | 0                                     | 0                                     | 30                                    | 2                                     |
| 1976                                  | لم يشارك                              | لم يشارك                              | لم يشارك                              | لم يشارك                              | لم يشارك                              | لم يشارك                              | لم يشارك                              | لم يشارك                              |
| 1985                                  | لم يشارك                              | لم يشارك                              | لم يشارك                              | لم يشارك                              | لم يشارك                              | لم يشارك                              | لم يشارك                              | لم يشارك                              |
| 1992                                  | البطل                                 | 1                                     | 4                                     | 3                                     | 1                                     | 0                                     | 5                                     | 3                                     |
| 1997                                  | لم يشارك                              | لم يشارك                              | لم يشارك                              | لم يشارك                              | لم يشارك                              | لم يشارك                              | لم يشارك                              | لم يشارك                              |
| 1999                                  | لم يشارك                              | لم يشارك                              | لم يشارك                              | لم يشارك                              | لم يشارك                              | لم يشارك                              | لم يشارك                              | لم يشارك                              |
| 2007                                  | البطل                                 | 1                                     | 4                                     | 3                                     | 1                                     | 0                                     | 10                                    | 1                                     |
| 2011                                  | لم يشارك                              | لم يشارك                              | لم يشارك                              | لم يشارك                              | لم يشارك                              | لم يشارك                              | لم يشارك                              | لم يشارك                              |
| المجموع                               | البطل                                 | 5/10                                  | 22                                    | 19                                    | 2                                     | 1                                     | 97                                    | 14                                    |

### ألعاب عموم أفريقيا
| سجل المشاركات في ألعاب عموم أفريقيا | سجل المشاركات في ألعاب عموم أفريقيا | سجل المشاركات في ألعاب عموم أفريقيا | سجل المشاركات في ألعاب عموم أفريقيا | سجل المشاركات في ألعاب عموم أفريقيا | سجل المشاركات في ألعاب عموم أفريقيا | سجل المشاركات في ألعاب عموم أفريقيا | سجل المشاركات في ألعاب عموم أفريقيا | سجل المشاركات في ألعاب عموم أفريقيا | سجل المشاركات في ألعاب عموم أفريقيا |
| النسخة                              | الجولة                              | المركز                              | لعب                                 | فاز                                 | عدل                                 | خسر                                 | له                                  | عليه                                | مصادر                               |
| ----------------------------------- | ----------------------------------- | ----------------------------------- | ----------------------------------- | ----------------------------------- | ----------------------------------- | ----------------------------------- | ----------------------------------- | ----------------------------------- | ----------------------------------- |
| 1965                                | لم يتأهل                            | لم يتأهل                            | لم يتأهل                            | لم يتأهل                            | لم يتأهل                            | لم يتأهل                            | لم يتأهل                            | لم يتأهل                            | [ 214 ]                             |
| 1973                                | الثالث                              | 3                                   | 5                                   | 3                                   | 0                                   | 2                                   | 12                                  | 12                                  | [ 215 ]                             |
| 1978                                | دور المجموعات                       | 7                                   | 3                                   | 2                                   | 1                                   | 0                                   | 6                                   | 2                                   | [ 216 ]                             |
| 1987                                | البطل                               | 1                                   | 5                                   | 3                                   | 1                                   | 1                                   | 7                                   | 5                                   | [ 217 ]                             |
| 1991                                | دور المجموعات                       | 5                                   | 4                                   | 1                                   | 1                                   | 2                                   | 5                                   | 6                                   | [ 218 ]                             |
| 1995                                | البطل                               | 1                                   | 5                                   | 4                                   | 0                                   | 1                                   | 8                                   | 3                                   | [ 219 ]                             |
| 1999                                | لم يتأهل                            | لم يتأهل                            | لم يتأهل                            | لم يتأهل                            | لم يتأهل                            | لم يتأهل                            | لم يتأهل                            | لم يتأهل                            | [ 220 ]                             |
| 2003                                | دور المجموعات                       | 8                                   | 3                                   | 0                                   | 0                                   | 3                                   | 2                                   | 6                                   | [ 221 ]                             |
| 2007                                | دور المجموعات                       | 8                                   | 3                                   | 0                                   | 0                                   | 3                                   | 4                                   | 8                                   | [ 222 ]                             |
| 2011                                | انسحب                               | انسحب                               | انسحب                               | انسحب                               | انسحب                               | انسحب                               | انسحب                               | انسحب                               | [ 223 ]                             |
| 2015                                | انسحب                               | انسحب                               | انسحب                               | انسحب                               | انسحب                               | انسحب                               | انسحب                               | انسحب                               | [ 224 ]                             |
| المجموع                             | 7/11                                |                                     | 28                                  | 13                                  | 3                                   | 12                                  | 44                                  | 39                                  |                                     |

### مشاركات أخرى
| مشاركات أخرى                 | مشاركات أخرى | مشاركات أخرى | مشاركات أخرى | مشاركات أخرى | مشاركات أخرى | مشاركات أخرى | مشاركات أخرى | مشاركات أخرى | مشاركات أخرى |
| النسخة                       | الجولة       | المركز       | لعب          | فاز          | عدل          | خسر          | له           | عليه         | مصادر        |
| ---------------------------- | ------------ | ------------ | ------------ | ------------ | ------------ | ------------ | ------------ | ------------ | ------------ |
| كأس فلسطين للأمم 1972        | البطل        | 1            | 5            | 3            | 2            | 0            | 10           | 4            | [ 225 ]      |
| كأس فلسطين للأمم 1975        | البطل        | 1            | 4            | 4            | 0            | 0            | 11           | 2            | [ 226 ]      |
| كأس الأمم الأفرو آسيوية 1987 | الوصيف       | 2            | 1            | 0            | 1            | 0            | 1            | 1            | [ 227 ]      |
| كأس السابع من نوفمبر 1993    | الوصيف       | 2            | 2            | 1            | 0            | 1            | 4            | 1            | [ 228 ]      |
| كأس إل جي الدولية 2005       | البطل        | 1            | 2            | 2            | 0            | 0            | 6            | 2            | [ 229 ]      |
| كأس الأمم الأفرو آسيوية 2007 | الوصيف       | 2            | 1            | 0            | 0            | 1            | 4            | 1            | [ 230 ]      |
| دورة حوض النيل 2011          | البطل        | 1            | 5            | 5            | 0            | 0            | 17           | 3            | [ 231 ]      |
| المجموع                      | البطل        | 7/7          | 20           | 15           | 3            | 2            | 53           | 17           | —            |

## الألقاب والجوائز

تتويج المنتخب المصري بكأس الأمم الأفريقية 2006.

### البطولات الأفريقية
- كأس الأمم الأفريقية

البطل: 1957، 1959، 1986، 1998، 2006، 2008، 2010
الوصيف: 1962، 2017، 2021
الثالث: 1963، 1970، 1974
- ألعاب عموم أفريقيا

البطل: 1987، 1995
الثالث: 1973
- كأس الأمم الأفرو آسيوية

الوصيف: 1988، 2007

### البطولات العربية
- كأس العرب

البطل: 1992*
الثالث: 1988
- دورة الألعاب العربية

البطل: 1953، 1965، 1992*، 1999
الوصيف: 1961
- كأس فلسطين للأمم

البطل: 1972، 1975

### بطولات أخرى
- ألعاب البحر الأبيض المتوسط

البطل: 1955
الوصيف: 1951
الثالث: 1983
- كأس السابع من نوفمبر

الوصيف: 1993
- دورة حوض وادي النيل

البطل: 2011
- كأس إل جي الدولية

البطل: 2005
* تم تنظيم نسخة عام 1992 كجزء من الألعاب العربية، كما تم احتسابها على أنها كأس العرب.

### الجوائز
- جائزة أفضل منتخب إفريقي في العام

 المركز الأول: 1998، 2008، 2017
 المركز الثاني: 1983، 1984، 1986، 1987، 1989، 2006، 2010 ،2022
 المركز الثالث: 1990، 1991

## الإحصائيات

### إحصائيات اللاعبين
آخر تحديث 13 فبراير 2024. حسب مباراة:  جمهورية الكونغو الديمقراطية (28 يناير 2024)
| المرتبة | اللاعب           | مشاركة | أهداف | الفترة    | مصادر   |
| ------- | ---------------- | ------ | ----- | --------- | ------- |
| 1       | أحمد حسن         | 184    | 33    | 1995–2012 | [ 233 ] |
| 2       | حسام حسن         | 176    | 68    | 1985–2006 | [ 234 ] |
| 3       | عصام الحضري      | 159    | 0     | 1996–2018 | [ 235 ] |
| 4       | أحمد فتحي        | 134    | 3     | 2002–2021 | [ 236 ] |
| 5       | إبراهيم حسن      | 131    | 14    | 1988–2002 | [ 237 ] |
| 6       | هاني رمزي        | 123    | 3     | 1988–2003 | [ 238 ] |
| 7       | وائل جمعة        | 114    | 1     | 2001–2013 | [ 239 ] |
| 8       | أحمد الكاس       | 112    | 25    | 1987–1997 | [ 240 ] |
| 8       | عبد الظاهر السقا | 112    | 4     | 1997–2010 | [ 241 ] |
| 10      | ربيع ياسين       | 109    | 1     | 1982–1991 | [ 242 ] |

| المرتبة | اللاعب          | أهداف | مشاركة | الفترة    | مصادر   |
| ------- | --------------- | ----- | ------ | --------- | ------- |
| 1       | حسام حسن        | 69    | 176    | 1985–2006 | [ 234 ] |
| 2       | محمد صلاح       | 60    | 104    | 2011–     | [ 245 ] |
| 3       | حسن الشاذلي     | 49    | 62     | 1961–1975 | [ 246 ] |
| 4       | السيد الضظوي    | 41    | 50     | 1948–1960 | [ 244 ] |
| 5       | محمد أبو تريكة  | 38    | 100    | 2001–2013 | [ 247 ] |
| 6       | أحمد حسن        | 33    | 184    | 1995–2012 | [ 233 ] |
| 7       | عمرو زكي        | 30    | 63     | 2004–2013 | [ 248 ] |
| 8       | عماد متعب       | 28    | 70     | 2004–2015 | [ 249 ] |
| 9       | بدوي عبد الفتاح | 27    | 27     | 1960–1966 | [ 250 ] |
| 10      | مصطفي رياض      | 26    | 66     | 1962–1972 | [ 244 ] |

### تصنيف فيفا العالمي
| السنة            | 1993    | 1994    | 1995    | 1996    | 1997    | 1998    | 1999    | 2000    | 2001    | 2002    | 2003    | 2004    | 2005    | 2006    |
| ---------------- | ------- | ------- | ------- | ------- | ------- | ------- | ------- | ------- | ------- | ------- | ------- | ------- | ------- | ------- |
| التصنيف الدولي   | 26      | 22      | 23      | 28      | 32      | 28      | 38      | 33      | 41      | 39      | 32      | 34      | 32      | 27      |
| التصنيف الأفريقي | 3       | 3       | 3       | 6       | 5       | 4       | 5       | 4       | 6       | 6       | 2       | 5       | 5       | 5       |
| مصدر             | [ 252 ] | [ 253 ] | [ 254 ] | [ 255 ] | [ 256 ] | [ 257 ] | [ 258 ] | [ 259 ] | [ 260 ] | [ 261 ] | [ 262 ] | [ 263 ] | [ 264 ] | [ 265 ] |

| السنة            | 2007    | 2008    | 2009    | 2010    | 2011    | 2012    | 2013    | 2014    | 2015    | 2016    | 2017    | 2018    | 2019    | 2020    |
| ---------------- | ------- | ------- | ------- | ------- | ------- | ------- | ------- | ------- | ------- | ------- | ------- | ------- | ------- | ------- |
| التصنيف الدولي   | 39      | 16      | 24      | 9       | 31      | 41      | 41      | 60      | 57      | 36      | 31      | 56      | 51      | 49      |
| التصنيف الأفريقي | 6       | 2       | 4       | 1       | 4       | 6       | 6       | 14      | 9       | 4       | 3       | 8       | 7       | 6       |
| مصدر             | [ 266 ] | [ 267 ] | [ 268 ] | [ 269 ] | [ 270 ] | [ 271 ] | [ 272 ] | [ 273 ] | [ 274 ] | [ 275 ] | [ 276 ] | [ 277 ] | [ 278 ] | [ 279 ] |

| السنة            | 2021    | 2022    | 2023    |
| ---------------- | ------- | ------- | ------- |
| التصنيف الدولي   | 45      | 39      | 33      |
| التصنيف الأفريقي | 6       | 6       | 5       |
| مصدر             | [ 280 ] | [ 280 ] | [ 280 ] |

الترتيب الدولي:      ما بين 1 و29      ما بين 30 و50      ما بين 51 و90
الترتيب الأفريقي:      ما بين 1 و3      ما بين 4 و10      ما بين 11 و20

## الجهاز الفني
الجهاز الفني للمنتخب المصري.
| الموضع           | الإسم             |
| ---------------- | ----------------- |
| المدير الفني     | حسام حسن          |
| مدير المنتخب     | إبراهيم حسن       |
| المدرب العام     | طارق سليمان       |
| المدرب المساعد   | محمد عبد الواحد   |
| مدرب حراس المرمي | سعفان الصغير      |
| مدرب الأحمال     | مانويل باريونويفو |
| محلل الأداء      | محمود سليم        |

## المدربون
| رقم | بلد                                     | المدرب          | الفترة    |
| --- | --------------------------------------- | --------------- | --------- |
| 1   | مصر                                     | حسين حجازي      | 1920–1924 |
| 2   | إسكتلندا                                | جيمس ماكراي     | 1934–1936 |
| 3   | مصر                                     | توفيق عبد الله  | 1940–1944 |
| 4   | إنجلترا                                 | إريك كين        | 1947–1948 |
| 5   | إنجلترا                                 | إدوارد جونز     | 1949–1952 |
| 6   | مصر                                     | اللجنة الوطنية  | 1953–1954 |
| 7   | جمهورية يوغوسلافيا الاشتراكية الاتحادية | ليوبيسا بروشتش  | 1954–1955 |
| 8   | مصر                                     | مراد فهمي       | 1955–1957 |
| 9   | الجمهورية العربية المتحدة               | حنفي بسطان      | 1958      |
| 10  | المجر                                   | بال تيتكوش      | 1959–1961 |
| 11  | الجمهورية العربية المتحدة               | حنفي بسطان      | 1962      |
| 12  | الجمهورية العربية المتحدة               | فؤاد صدقي       | 1963      |
| 13  | جمهورية يوغوسلافيا الاشتراكية الاتحادية | أندريا فلاندر   | 1963–1964 |
| 14  | جمهورية يوغوسلافيا الاشتراكية الاتحادية | كوفاتش[من؟]     | 1965      |
| 15  | الجمهورية العربية المتحدة               | صالح الوحش      | 1969–1970 |
| 16  | ألمانيا                                 | ديتمار كرامر    | 1971–1974 |
| 17  | ألمانيا                                 | بوركهارد بيب    | 1975–1977 |
| 18  | جمهورية يوغوسلافيا الاشتراكية الاتحادية | دوسان نينكوفيتش | 1977–1978 |
| 19  | مصر                                     | طه إسماعيل      | 1978      |
| 20  | المجر                                   | ديجو بوندجاك    | 1979      |

| رقم | بلد     | المدرب           | الفترة    |
| --- | ------- | ---------------- | --------- |
| 21  | مصر     | فؤاد صدقي        | 1980      |
| 22  | مصر     | عبد المنعم الحاج | 1980      |
| 23  | مصر     | حمادة الشرقاوي   | 1980      |
| 24  | ألمانيا | كارل هيدرجوت     | 1982–1984 |
| 25  | مصر     | صالح الوحش       | 1984      |
| 26  | إنجلترا | مايك سميث        | 1985–1988 |
| 27  | مصر     | محمود الجوهري    | 1988–1990 |
| 28  | ألمانيا | ديتريش وايز      | 1990–1991 |
| 29  | مصر     | محمود سعد        | 1992      |
| 30  | مصر     | محمود الجوهري    | 1992      |
| 31  | مصر     | محمد شحتة        | 1993      |
| 32  | رومانيا | ميرسيا روديولسكو | 1993–1994 |
| 33  | مصر     | طه إسماعيل       | 1994      |
| 34  | هولندا  | نول دي رويتر     | 1994–1995 |
| 35  | مصر     | محسن صالح        | 1995      |
| 36  | هولندا  | رود كرول         | 1996      |
| 37  | مصر     | فاروق جعفر       | 1996–1997 |
| 38  | مصر     | محمود الجوهري    | 1997–1999 |
| 39  | فرنسا   | جيرارد جيلي      | 1999–2000 |
| 40  | مصر     | محمود الجوهري    | 2000–2002 |

| رقم | بلد              | المدرب        | الفترة     |
| --- | ---------------- | ------------- | ---------- |
| 41  | مصر              | محسن صالح     | 2002–2004  |
| 42  | فرنسا            | ماركو تارديلي | 2004–2005  |
| 43  | مصر              | حسن شحاتة     | 2005–2011  |
| 44  | الولايات المتحدة | بوب برادلي    | 2011–2013  |
| 45  | مصر              | شوقي غريب     | 2013–2014  |
| 46  | الأرجنتين        | هيكتور كوبر   | 2015–2018  |
| 47  | المكسيك          | خافيير أغيري  | 2018–2019  |
| 48  | مصر              | حسام البدري   | 2019–2021  |
| 49  | البرتغال         | كارلوس كيروش  | 2021–2022  |
| 50  | مصر              | إيهاب جلال    | 2022-2022  |
| 51  | البرتغال         | روي فيتوريا   | 2022- 2024 |
| 52  | مصر              | حسام حسن      | 2024       |

## اللاعبين

### التشكيلة الحالية
| الرقم | المركز | اللاعب              | تاريخ الميلاد (العمر) | لعب | سجل | النادي       |
| ----- | ------ | ------------------- | --------------------- | --- | --- | ------------ |
| 16    | حارس   | محمد الشناوي        | 18 ديسمبر 1988        | 55  | -   | الأهلي       |
| 1     | حارس   | أحمد الشناوي        | 14 مايو 1991          | 30  | -   | بيراميدز     |
| 23    | حارس   | محمد أبو جبل        | 29 يناير 1989         | 12  | -   | البنك الأهلي |
| 26    | حارس   | محمد صبحي           | 15 يوليو 1999         | 4   | -   | الزمالك      |
|       |        |                     |                       |     |     |              |
| 4     | دفاع   | عمر كمال عبد الواحد | 29 سبتمبر 1993        | 21  | 1   | الأهلي       |
| 2     | دفاع   | علي جبر             | 10 يناير 1989         | 40  | 1   | بيراميدز     |
| 24    | دفاع   | محمد عبد المنعم     | 1 فبراير 1999         | 25  | 2   | الأهلي       |
| 6     | دفاع   | أحمد حجازي          | 25 يناير 1991         | 88  | 2   | الاتحاد      |
| 15    | دفاع   | ياسر إبراهيم        | 10 فبراير 1993        | 6   | -   | الأهلي       |
| 21    | دفاع   | أحمد سامي           | 1 أبريل 1992          | 1   | -   | بيراميدز     |
| 13    | دفاع   | أحمد أبو الفتوح     | 22 مارس 1998          | 28  | 1   | الزمالك      |
| 12    | دفاع   | محمد حمدي           | 15 مارس 1995          | 17  | -   | بيراميدز     |
| 3     | دفاع   | محمد هاني           | 25 يناير 1996         | 15  | -   | الأهلي       |
|       |        |                     |                       |     |     |              |
| 14    | وسط    | مروان عطية          | 2 أبريل 1990          | 10  | -   | الأهلي       |
| 5     | وسط    | حمدي فتحي           | 29 سبتمبر 1994        | 40  | 3   | الوكرة       |
| 27    | وسط    | مهند لاشين          | 29 مايو 1996          | 11  | -   | بيراميدز     |
| 17    | وسط    | محمد النني          | 11 يوليو 1992         | 98  | 8   | أرسنال       |
| 8     | وسط    | إمام عاشور          | 20 فبراير 1998        | 15  | -   | الأهلي       |
| 20    | وسط    | محمود حمادة         | 1 يونيو 1994          | 11  | -   | المصري       |
|       |        |                     |                       |     |     |              |
| 7     | هجوم   | محمود تريزيجيه      | 1 أكتوبر 1994         | 70  | 16  | طرابزون سبور |
| 10    | هجوم   | محمد صلاح           | 15 يونيو 1992         | 96  | 54  | ليفربول      |
| 19    | هجوم   | مصطفى محمد          | 28 نوفمبر 1997        | 37  | 12  | نانت         |
| 22    | هجوم   | عمر مرموش           | 7 فبراير 1999         | 29  | 5   | مانشستر سيتي |
| 25    | هجوم   | أحمد سيد زيزو       | 10 يناير 1996         | 39  | 2   | الأهلي       |
| 11    | هجوم   | محمود كهربا         | 13 أبريل 1994         | 31  | 5   | الأهلي       |
| 9     | هجوم   | أحمد حسن كوكا       | 5 مارس 1993           | 32  | 6   | بينديك سبور  |

### شارة قيادة في منتخب مصر
ترتيب شارة القيادة في منتخب مصر
- 1– محمد صلاح: خسر منتخب مصر من سيراليون في 3 سبتمبر 2011.
- 2– أحمد حجازي: خسر منتخب مصر من سيراليون في 3 سبتمبر 2011.
- 3– محمد النني: خسر منتخب مصر من سيراليون في 3 سبتمبر 2011.
- 5– محمود تريزيجيه: خسر منتخب مصر من السنغال في 15 نوفمبر 2014.
- 6– محمد الشناوي: خسر منتخب مصر من البرتغال في 23 مارس 2018.

## النتائج والمواعيد
فوز
  تعادل
  خسارة
  المباريات

### 2023
| 24 مارس تصفيات كأس الأمم الإفريقية 2023 | مصر                    | 2–0   | مالاوي | القاهرة، مصر                                     |
| 21:00 (ت ع م+02:00)                     | - صلاح 20' - مرموش 46' | تقرير |        | الملعب: ملعب 30 يونيو الحكم: بيير آتشو (الغابون) |

| 28 مارس تصفيات كأس الأمم الإفريقية 2023 | مالاوي | 0–4   | مصر                                         | ليلونغوي، مالاوي                                       |
| 15:00 (ت ع م+02:00)                     |        | تقرير | - حامد 4' - مرموش 16' - صلاح 20' - زيزو 49' | الملعب: ملعب بينغو الوطني الحكم: دهان بيضا (موريتانيا) |

| 14 يونيو تصفيات كأس الأمم الإفريقية 2023 | غينيا        | 1–2   | مصر                             | مراكش، المغرب                                     |
| 21:00 (ت ع م+02:00)                      | - جيراسي 26' | تقرير | - تريزيجيه 42' - مصطفى محمد 79' | الملعب: ملعب مراكش الحكم: دانيال ني لارييا (غانا) |

| 18 يونيو ودية   | مصر                                   | 3–0   | جنوب السودان | القاهرة، مصر                                               |
| 20:00 (ت ع م+3) | - فتحي 19' - كهربا 45' - تريزيجيه 72' | تقرير |              | الملعب: ستاد القاهرة الدولي الحكم: عبد الله جمالي (الكويت) |

| 8 سبتمبر تصفيات كأس الأمم الإفريقية 2023 | مصر        | 1–0   | إثيوبيا | القاهرة، مصر                                               |
| 19:00 (ت ع م+02:00)                      | - فتحي 37' | تقرير |         | الملعب: ستاد القاهرة الدولي الحكم: باتريس ميبيام (الغابون) |

| 12 سبتمبر ودية                    | مصر                       | 1–3   | تونس                                       | القاهرة، مصر                                       |
| 20:00 توقيت القاهرة (ت ع م+02:00) | - عمر كمال عبد الواحد 34' | تقرير | - العيدوني 3' - فتحي 8' (ه.ذ.) - رفيعة 95' | الملعب: ملعب 30 يونيو الحكم: عمار أشكناني (الكويت) |

| 12 أكتوبر ودية      | مصر             | 1–0   | زامبيا | العين، الإمارات العربية المتحدة                     |
| 19:00 (ت ع م+02:00) | - حمدي فتحي 94' | تقرير |        | الملعب: ملعب هزاع بن زايد الحكم: أحمد عيسى (الكويت) |

| 16 أكتوبر ودية      | مصر             | 1–1   | الجزائر       | العين، الإمارات العربية المتحدة                        |
| 19:00 (ت ع م+02:00) | - حمدي فتحي 62' | تقرير | - سليماني 93' | الملعب: ملعب هزاع بن زايد الحكم: يحيى الملا (الإمارات) |

| 16 نوفمبر تصفيات كأس العالم 2026 | مصر                                                            | 6–0   | جيبوتي | القاهرة، مصر                                                                |
| 18:00 ت ع م+2                    | - صلاح 17'، 22' (ض.)، 48'، 69' - مصطفى محمد 73' - تريزيجيه 89' | تقرير |        | الملعب: ستاد القاهرة الدولي الحضور: 6,000 الحكم: جيلي شافاني (جنوب إفريقيا) |

| 19 نوفمبر تصفيات كأس العالم 2026 | سيراليون | 0–2   | مصر                 | مجمع صامويل كانيون دو الرياضي                             |
| 18:00 ت ع م+2                    |          | تقرير | - تريزيجيه 18'، 62' | الحكم: جان جاك ندالا نغامبو (جمهورية الكونغو الديمقراطية) |

### 2024
| 7 يناير ودية  | مصر                                | 2–0   | تنزانيا | القاهرة، مصر                                               |
| 18:00 ت ع م+2 | - تريزيجيه 32' - مانولا 73' (ه.ذ.) | تقرير |         | الملعب: ستاد القاهرة الدولي الحكم: هاشم الإبراهيم (الكويت) |

| 14 يناير دور مجموعات كأس الأمم الإفريقية 2023 | مصر                            | 2–2   | موزمبيق                 | أبيدجان، ساحل العاج                                                          |
| 17:00 ت ع م±0                                 | - محمد 2' - صلاح 90+7' (ركلة.) | تقرير | - ويتي 56' - كليسيو 58' | الملعب: ملعب فيليكس هوفويت-بواني الحضور: 11,933 الحكم: دحان بيدا (موريتانيا) |

| 18 يناير دور مجموعات كأس الأمم الإفريقية 2023 | مصر                    | 2–2   | غانا              | أبيدجان، ساحل العاج                                                        |
| 20:00 ت ع م±0                                 | - مرموش 69' - محمد 74' | تقرير | - قدوس 45+3'، 71' | الملعب: ملعب فيليكس هوفويت-بواني الحضور: 20,808 الحكم: بيير آتشو (الغابون) |

| 22 يناير دور مجموعات كأس الأمم الإفريقية 2023 | الرأس الأخضر                    | 2–2   | مصر                               | أبيدجان، ساحل العاج                                                            |
| 20:00 ت ع م±0                                 | - تافاريس 45+1' - تيكسيرا 90+9' | تقرير | - محمود تريزيجيه 50' - محمد 90+3' | الملعب: ملعب فيليكس هوفويت-بواني الحضور: 15,650 الحكم: الهادي علاو محمد (تشاد) |

| 28 يناير دور الـ16 كأس الأمم الإفريقية 2023                                | مصر                  | 1–1 (ب.و.إ.) (7–8 ج)                                                                      | جمهورية الكونغو الديمقراطية | سان بيدرو، ساحل العاج                                                    |
| 20:00 ت ع م±0                                                              | - محمد 45+1' (ركلة.) | تقرير                                                                                     | - إيليا 37'                 | الملعب: ملعب لوران بوكو الحضور: 12،342 الحكم: أبونجيل توم (جنوب إفريقيا) |
|                                                                            | ركلات الجزاء         |                                                                                           |                             |                                                                          |
| - عبد المنعم - محمد - مرموش - كمال - هاني - حجازي - فتحي - حمادة - أبو جبل |                      | - موتوسامي - ماسوكو - ديانجانا - سيلاس - تشيبولا - كالولو - مبيمبا - إينونجا باكا - مباسي |                             |                                                                          |

## المنافسات الدولية

### ضد تونس
المباراة بين الفريق المصري والتونسي هي واحدة من أفضل المباريات الأفريقية وأكثرها إثارة في تاريخهم القاري الطويل. التقى الفريقان 42 مرة في كل من المباريات الرسمية والودية. جمعت المنتخبين 25 مباراة رسمية و16 مباراة ودية. الرقم القياسي العام موات بشكل واضح للتونسيين حيث فازوا بـ18 مباراة وفازت مصر بـ13 مباراة وانتهت 10 مباريات بالتعادل. سجل فريق النسور 48 هدفاً في مرمى الفراعنة، في حين سجلت مصر 39 هدفًا فقط.

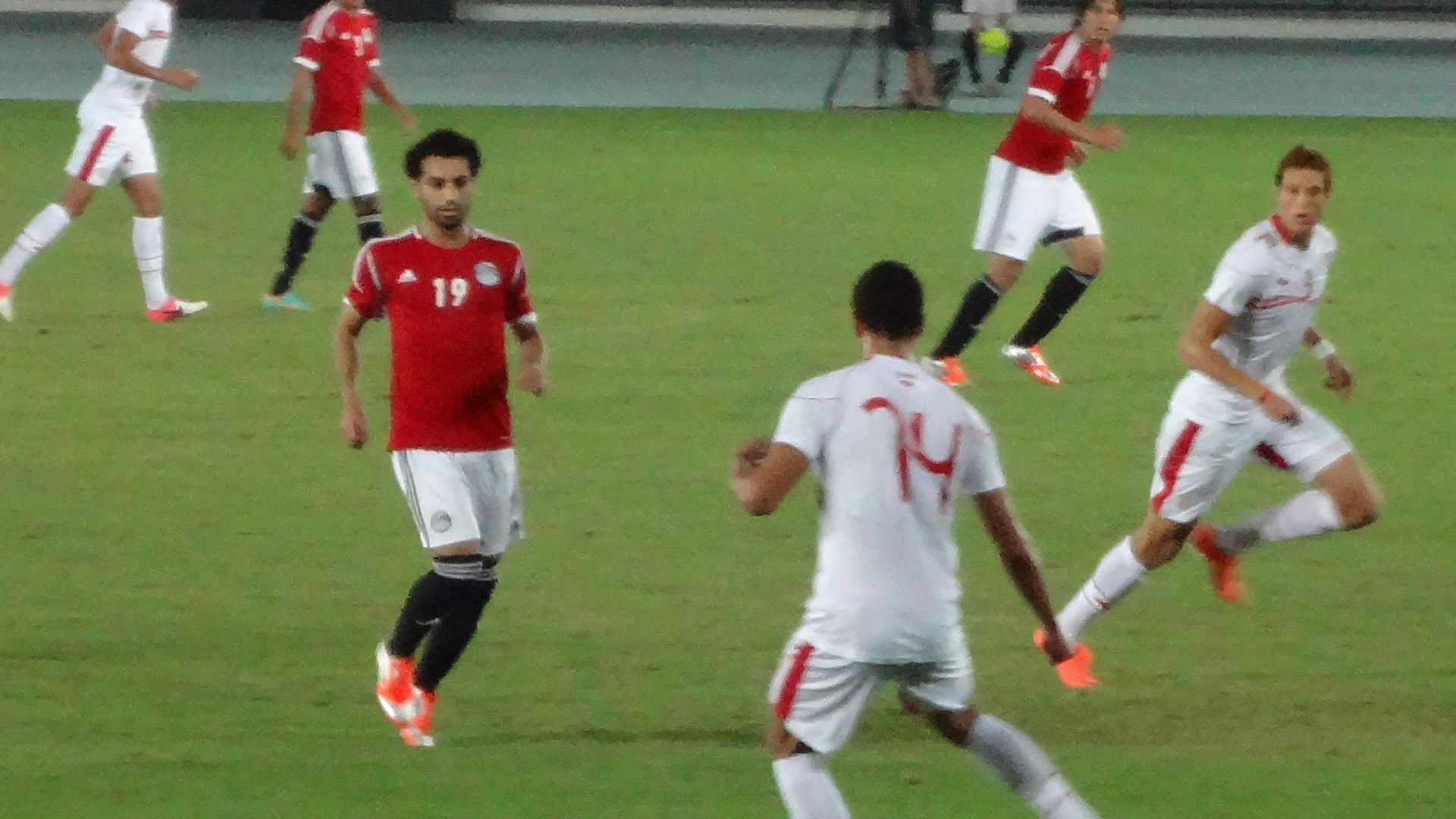
مباراة تونس ضد مصر في مباراة ودية في أكتوبر 2012.

كانت أكبر مباراة سجل فيها أهداف في 11 ديسمبر 1977 في التصفيات المؤهلة لبطولة كأس العالم 1978 بعد الفوز الكبير للتونسيين (4–1) الذي ساهم في تأهلهم لكأس العالم. واجهت تونس المنتخب المصري 7 مرات في التصفيات المؤهلة لبطولة كأس العالم أو كأس الأمم الأفريقية.
وكان التأهل لكأس العالم ثلاث مرات في أعوام 1974، 1978 و1998 حيث تأهلت تونس في النسختين الأخيرتين ضد مصر. كانت التصفيات المؤهلة لكأس الأمم الأفريقية عام 1978 (فازت تونس 3–2 ثم التعادل 2–2)، 1984 (تعادل 0–0 في تونس والفراعنة فازوا في القاهرة 1–0)، 1992 (تعادل الفريقان 2–2 مرتين) و2015 (فازت تونس بنتيجة 1–0 و2–1 على التوالي)، بالإضافة إلى التصفيات المؤهلة لنسخة 2019 الحالية للمرة الخامسة، والتي فازت تونس بالمباراة الأولى (1–0) في رادس ثم الخسارة بفارق ضئيل (2–3).
التقى الفريقان مرتين في نهائيات كأس الأمم الأفريقية في عام 2000 في نيجيريا عندما فازت تونس (1–0) وفي النسخة التالية في عام 2002 في مالي عندما فازت مصر بنفس النتيجة. حسام حسن هو أكثر اللاعبين المصريين المشاركين في مباريات الفراعنة ضد نسور قرطاج بـ12 مباراة، بينما يأتي وهبي خزري كأفضل لاعبين تونسيين للمشاركة في مبارياتهم ضد مصر بثلاث مباريات.

### ضد الكاميرون
التنافس بين الكاميرون ومصر في كرة القدم هو تنافس بين إثنين من أنجح منتخبات كرة القدم في إفريقيا، حيث أستطاع المنتخب المصري الفوز ببطولة كأس الأمم الأفريقية 7 مرات وفاز منتخب الكاميرون باللقب 5 مرات.تواجه المنتخبان في نهائي البطولة في 3 مناسبات فازت مصر في مرتين في 1986 و2008 وفازت الكاميرون في نهائي 2017

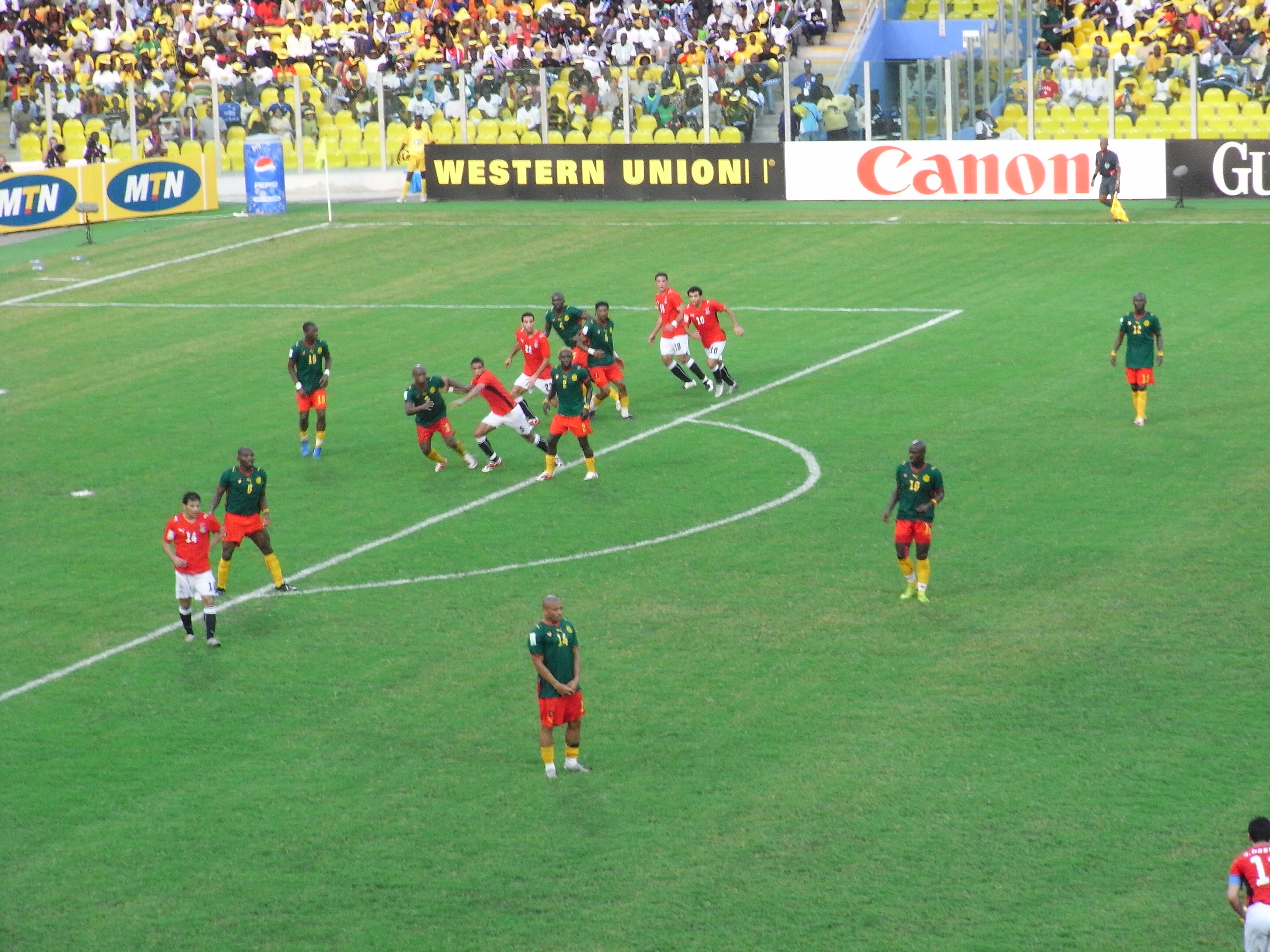
مباراة الكاميرون ضد مصر في نهائي كأس الأمم الإفريقية 2008

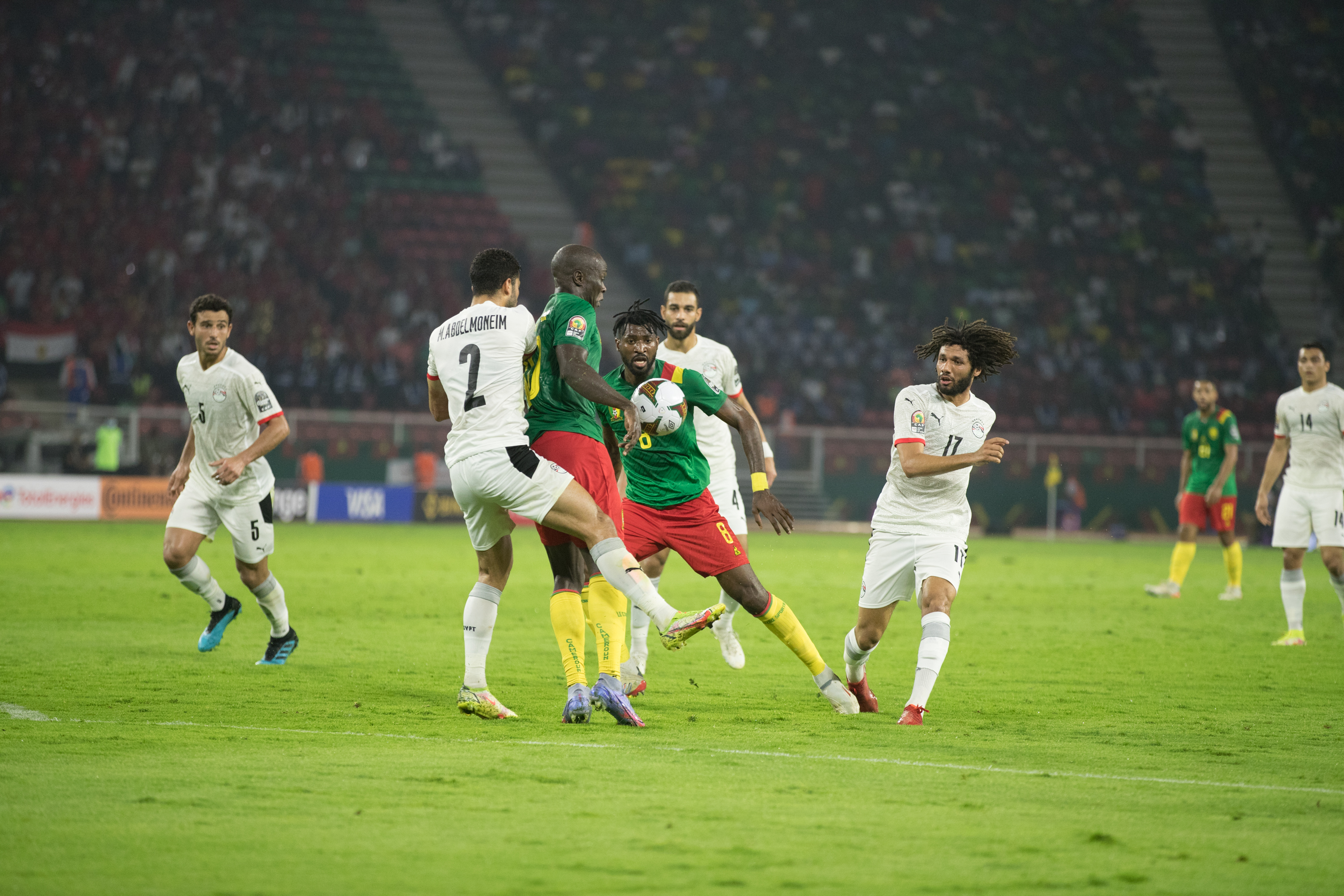
مباراة الكاميرون ضد مصر في نصف نهائي كأس الأمم الإفريقية 2021

كذلك تواجه الفريقان في مباريات مصيرية يعد أبرزها مواجهة تصفيات كأس العالم 2006 حيث كان يحتاج منتخب الكاميرون للفوز على مصر بأي نتيجة للتأهل لكأس العالم لكن أنتهى اللقاء بالتعادل 1-1 في الكاميرون. ليفشل منتخب الكاميرون في الصعود ويتأهل منتخب ساحل العاج لكأس العالم.

## الأطقم

### موردو الأطقم
| مورد الأطقم | الفترة الزمنية |
| ----------- | -------------- |
| أديداس      | 1990–1995      |
| فينيسيا     | 1995–1998      |
| بوما        | 1999–2004      |
| أديداس      | 2004–2006      |
| بوما        | 2006–2012      |
| أديداس      | 2012–2018      |
| بوما        | 2019–          |

### الطقم الأساسي
| 1934 | 1957 | 1959 | 1962 | 1986 | 1990 | 1998 | 1999  |  |  |
| 2000 | 2001 | 2003 | 2005 | 2006 | 2008 | 2010 | 2012  |  |  |
| 2013 | 2014 | 2015 | 2017 | 2018 | 2019 | 2020 | 2022– |  |  |

### الطقم الإحتياطي
| 1986 | 1990 | 1998 | 1999  | 2000 | 2001 | 2003 | 2004 |
| 2006 | 2008 | 2010 | 2012  | 2013 | 2014 | 2015 | 2017 |
| 2018 | 2019 | 2020 | 2022– |      |      |      |      |

### الطقم الثالث 3
| 1998 | 2001 | 2010 |

## وصلات خارجية
- قائمة بيانات المنتخب من الموقع الرسمي للفيفا باللغة العربية